# Георги Трингов
Георги Петров Трингов е български шахматист, международен майстор по шах от 1962 г. и вторият български гросмайстор (1963). Три пъти е бил шампион на България по шах (1963, 1981 и 1986 г.). Трингов е играл в 95 международни турнира. В юношеските си години се състезава под името Георги Пеев.
Роден е на 7 март 1937 г. в Пловдив.
През 1959 г. става световен студентски шампион по шах в Будапеща.
Според историческите ранглисти достига  39-то място света през 1962 г. 
През 1964 г. заема първо място в зоналния турнир за световното първенство в Кечкемет, Унгария.
На отборната олимпиада по шах в Лугано през 1968 г. Трингов става бронзов медалист.
Георги Трингов почива през 2000 г. През 2001 г. е създаден турнир, носещ неговото име.

## Участия на шахматни олимпиади
| Година | Организатор  | Отбор    | Класиране (отборно) | Дъска         |
| 1956   | Москва       | България | 6                   | Четвърта      |
| 1958   | Мюнхен       | България | 10                  | Първа резерва |
| 1962   | Варна        | България | 6                   | Втора         |
| 1964   | Тел Авив     | България | 7                   | Втора         |
| 1966   | Хавана       | България | 7                   | Трета         |
| 1968   | Лугано       | България | 3                   | Втора         |
| 1970   | Зиген        | България | 7                   | Втора         |
| 1972   | Скопие       | България | 6                   | Втора         |
| 1974   | Ница         | България | 4                   | Трета         |
| 1978   | Буенос Айрес | България | 13                  | Трета         |
| 1980   | Ла Валета    | България | 19                  | Втора         |
| 1982   | Люцерн       | България | 6                   | Първа         |

## Избрани партии
|   | a | b | c | d | e | f | g | h |   |
| 8 | бяла дама на бяло поле e8 · черен цар на черно поле c7 · черна пешка на бяло поле h7 · черна пешка на черно поле d6 · черна пешка на бяло поле a4 · бяла пешка на черно поле b4 · бяла пешка на черно поле h4 · бяла пешка на черно поле a3 · черна пешка на черно поле c3 · черна дама на бяло поле f3 · бяла пешка на черно поле g3 · черен топ на черно поле d2 · бял цар на бяло поле b1 · бял топ на черно поле e1 | бяла дама на бяло поле e8 · черен цар на черно поле c7 · черна пешка на бяло поле h7 · черна пешка на черно поле d6 · черна пешка на бяло поле a4 · бяла пешка на черно поле b4 · бяла пешка на черно поле h4 · бяла пешка на черно поле a3 · черна пешка на черно поле c3 · черна дама на бяло поле f3 · бяла пешка на черно поле g3 · черен топ на черно поле d2 · бял цар на бяло поле b1 · бял топ на черно поле e1 | бяла дама на бяло поле e8 · черен цар на черно поле c7 · черна пешка на бяло поле h7 · черна пешка на черно поле d6 · черна пешка на бяло поле a4 · бяла пешка на черно поле b4 · бяла пешка на черно поле h4 · бяла пешка на черно поле a3 · черна пешка на черно поле c3 · черна дама на бяло поле f3 · бяла пешка на черно поле g3 · черен топ на черно поле d2 · бял цар на бяло поле b1 · бял топ на черно поле e1 | бяла дама на бяло поле e8 · черен цар на черно поле c7 · черна пешка на бяло поле h7 · черна пешка на черно поле d6 · черна пешка на бяло поле a4 · бяла пешка на черно поле b4 · бяла пешка на черно поле h4 · бяла пешка на черно поле a3 · черна пешка на черно поле c3 · черна дама на бяло поле f3 · бяла пешка на черно поле g3 · черен топ на черно поле d2 · бял цар на бяло поле b1 · бял топ на черно поле e1 | бяла дама на бяло поле e8 · черен цар на черно поле c7 · черна пешка на бяло поле h7 · черна пешка на черно поле d6 · черна пешка на бяло поле a4 · бяла пешка на черно поле b4 · бяла пешка на черно поле h4 · бяла пешка на черно поле a3 · черна пешка на черно поле c3 · черна дама на бяло поле f3 · бяла пешка на черно поле g3 · черен топ на черно поле d2 · бял цар на бяло поле b1 · бял топ на черно поле e1 | бяла дама на бяло поле e8 · черен цар на черно поле c7 · черна пешка на бяло поле h7 · черна пешка на черно поле d6 · черна пешка на бяло поле a4 · бяла пешка на черно поле b4 · бяла пешка на черно поле h4 · бяла пешка на черно поле a3 · черна пешка на черно поле c3 · черна дама на бяло поле f3 · бяла пешка на черно поле g3 · черен топ на черно поле d2 · бял цар на бяло поле b1 · бял топ на черно поле e1 | бяла дама на бяло поле e8 · черен цар на черно поле c7 · черна пешка на бяло поле h7 · черна пешка на черно поле d6 · черна пешка на бяло поле a4 · бяла пешка на черно поле b4 · бяла пешка на черно поле h4 · бяла пешка на черно поле a3 · черна пешка на черно поле c3 · черна дама на бяло поле f3 · бяла пешка на черно поле g3 · черен топ на черно поле d2 · бял цар на бяло поле b1 · бял топ на черно поле e1 | бяла дама на бяло поле e8 · черен цар на черно поле c7 · черна пешка на бяло поле h7 · черна пешка на черно поле d6 · черна пешка на бяло поле a4 · бяла пешка на черно поле b4 · бяла пешка на черно поле h4 · бяла пешка на черно поле a3 · черна пешка на черно поле c3 · черна дама на бяло поле f3 · бяла пешка на черно поле g3 · черен топ на черно поле d2 · бял цар на бяло поле b1 · бял топ на черно поле e1 | 8 |
| 7 | бяла дама на бяло поле e8 · черен цар на черно поле c7 · черна пешка на бяло поле h7 · черна пешка на черно поле d6 · черна пешка на бяло поле a4 · бяла пешка на черно поле b4 · бяла пешка на черно поле h4 · бяла пешка на черно поле a3 · черна пешка на черно поле c3 · черна дама на бяло поле f3 · бяла пешка на черно поле g3 · черен топ на черно поле d2 · бял цар на бяло поле b1 · бял топ на черно поле e1 | бяла дама на бяло поле e8 · черен цар на черно поле c7 · черна пешка на бяло поле h7 · черна пешка на черно поле d6 · черна пешка на бяло поле a4 · бяла пешка на черно поле b4 · бяла пешка на черно поле h4 · бяла пешка на черно поле a3 · черна пешка на черно поле c3 · черна дама на бяло поле f3 · бяла пешка на черно поле g3 · черен топ на черно поле d2 · бял цар на бяло поле b1 · бял топ на черно поле e1 | бяла дама на бяло поле e8 · черен цар на черно поле c7 · черна пешка на бяло поле h7 · черна пешка на черно поле d6 · черна пешка на бяло поле a4 · бяла пешка на черно поле b4 · бяла пешка на черно поле h4 · бяла пешка на черно поле a3 · черна пешка на черно поле c3 · черна дама на бяло поле f3 · бяла пешка на черно поле g3 · черен топ на черно поле d2 · бял цар на бяло поле b1 · бял топ на черно поле e1 | бяла дама на бяло поле e8 · черен цар на черно поле c7 · черна пешка на бяло поле h7 · черна пешка на черно поле d6 · черна пешка на бяло поле a4 · бяла пешка на черно поле b4 · бяла пешка на черно поле h4 · бяла пешка на черно поле a3 · черна пешка на черно поле c3 · черна дама на бяло поле f3 · бяла пешка на черно поле g3 · черен топ на черно поле d2 · бял цар на бяло поле b1 · бял топ на черно поле e1 | бяла дама на бяло поле e8 · черен цар на черно поле c7 · черна пешка на бяло поле h7 · черна пешка на черно поле d6 · черна пешка на бяло поле a4 · бяла пешка на черно поле b4 · бяла пешка на черно поле h4 · бяла пешка на черно поле a3 · черна пешка на черно поле c3 · черна дама на бяло поле f3 · бяла пешка на черно поле g3 · черен топ на черно поле d2 · бял цар на бяло поле b1 · бял топ на черно поле e1 | бяла дама на бяло поле e8 · черен цар на черно поле c7 · черна пешка на бяло поле h7 · черна пешка на черно поле d6 · черна пешка на бяло поле a4 · бяла пешка на черно поле b4 · бяла пешка на черно поле h4 · бяла пешка на черно поле a3 · черна пешка на черно поле c3 · черна дама на бяло поле f3 · бяла пешка на черно поле g3 · черен топ на черно поле d2 · бял цар на бяло поле b1 · бял топ на черно поле e1 | бяла дама на бяло поле e8 · черен цар на черно поле c7 · черна пешка на бяло поле h7 · черна пешка на черно поле d6 · черна пешка на бяло поле a4 · бяла пешка на черно поле b4 · бяла пешка на черно поле h4 · бяла пешка на черно поле a3 · черна пешка на черно поле c3 · черна дама на бяло поле f3 · бяла пешка на черно поле g3 · черен топ на черно поле d2 · бял цар на бяло поле b1 · бял топ на черно поле e1 | бяла дама на бяло поле e8 · черен цар на черно поле c7 · черна пешка на бяло поле h7 · черна пешка на черно поле d6 · черна пешка на бяло поле a4 · бяла пешка на черно поле b4 · бяла пешка на черно поле h4 · бяла пешка на черно поле a3 · черна пешка на черно поле c3 · черна дама на бяло поле f3 · бяла пешка на черно поле g3 · черен топ на черно поле d2 · бял цар на бяло поле b1 · бял топ на черно поле e1 | 7 |
| 6 | бяла дама на бяло поле e8 · черен цар на черно поле c7 · черна пешка на бяло поле h7 · черна пешка на черно поле d6 · черна пешка на бяло поле a4 · бяла пешка на черно поле b4 · бяла пешка на черно поле h4 · бяла пешка на черно поле a3 · черна пешка на черно поле c3 · черна дама на бяло поле f3 · бяла пешка на черно поле g3 · черен топ на черно поле d2 · бял цар на бяло поле b1 · бял топ на черно поле e1 | бяла дама на бяло поле e8 · черен цар на черно поле c7 · черна пешка на бяло поле h7 · черна пешка на черно поле d6 · черна пешка на бяло поле a4 · бяла пешка на черно поле b4 · бяла пешка на черно поле h4 · бяла пешка на черно поле a3 · черна пешка на черно поле c3 · черна дама на бяло поле f3 · бяла пешка на черно поле g3 · черен топ на черно поле d2 · бял цар на бяло поле b1 · бял топ на черно поле e1 | бяла дама на бяло поле e8 · черен цар на черно поле c7 · черна пешка на бяло поле h7 · черна пешка на черно поле d6 · черна пешка на бяло поле a4 · бяла пешка на черно поле b4 · бяла пешка на черно поле h4 · бяла пешка на черно поле a3 · черна пешка на черно поле c3 · черна дама на бяло поле f3 · бяла пешка на черно поле g3 · черен топ на черно поле d2 · бял цар на бяло поле b1 · бял топ на черно поле e1 | бяла дама на бяло поле e8 · черен цар на черно поле c7 · черна пешка на бяло поле h7 · черна пешка на черно поле d6 · черна пешка на бяло поле a4 · бяла пешка на черно поле b4 · бяла пешка на черно поле h4 · бяла пешка на черно поле a3 · черна пешка на черно поле c3 · черна дама на бяло поле f3 · бяла пешка на черно поле g3 · черен топ на черно поле d2 · бял цар на бяло поле b1 · бял топ на черно поле e1 | бяла дама на бяло поле e8 · черен цар на черно поле c7 · черна пешка на бяло поле h7 · черна пешка на черно поле d6 · черна пешка на бяло поле a4 · бяла пешка на черно поле b4 · бяла пешка на черно поле h4 · бяла пешка на черно поле a3 · черна пешка на черно поле c3 · черна дама на бяло поле f3 · бяла пешка на черно поле g3 · черен топ на черно поле d2 · бял цар на бяло поле b1 · бял топ на черно поле e1 | бяла дама на бяло поле e8 · черен цар на черно поле c7 · черна пешка на бяло поле h7 · черна пешка на черно поле d6 · черна пешка на бяло поле a4 · бяла пешка на черно поле b4 · бяла пешка на черно поле h4 · бяла пешка на черно поле a3 · черна пешка на черно поле c3 · черна дама на бяло поле f3 · бяла пешка на черно поле g3 · черен топ на черно поле d2 · бял цар на бяло поле b1 · бял топ на черно поле e1 | бяла дама на бяло поле e8 · черен цар на черно поле c7 · черна пешка на бяло поле h7 · черна пешка на черно поле d6 · черна пешка на бяло поле a4 · бяла пешка на черно поле b4 · бяла пешка на черно поле h4 · бяла пешка на черно поле a3 · черна пешка на черно поле c3 · черна дама на бяло поле f3 · бяла пешка на черно поле g3 · черен топ на черно поле d2 · бял цар на бяло поле b1 · бял топ на черно поле e1 | бяла дама на бяло поле e8 · черен цар на черно поле c7 · черна пешка на бяло поле h7 · черна пешка на черно поле d6 · черна пешка на бяло поле a4 · бяла пешка на черно поле b4 · бяла пешка на черно поле h4 · бяла пешка на черно поле a3 · черна пешка на черно поле c3 · черна дама на бяло поле f3 · бяла пешка на черно поле g3 · черен топ на черно поле d2 · бял цар на бяло поле b1 · бял топ на черно поле e1 | 6 |
| 5 | бяла дама на бяло поле e8 · черен цар на черно поле c7 · черна пешка на бяло поле h7 · черна пешка на черно поле d6 · черна пешка на бяло поле a4 · бяла пешка на черно поле b4 · бяла пешка на черно поле h4 · бяла пешка на черно поле a3 · черна пешка на черно поле c3 · черна дама на бяло поле f3 · бяла пешка на черно поле g3 · черен топ на черно поле d2 · бял цар на бяло поле b1 · бял топ на черно поле e1 | бяла дама на бяло поле e8 · черен цар на черно поле c7 · черна пешка на бяло поле h7 · черна пешка на черно поле d6 · черна пешка на бяло поле a4 · бяла пешка на черно поле b4 · бяла пешка на черно поле h4 · бяла пешка на черно поле a3 · черна пешка на черно поле c3 · черна дама на бяло поле f3 · бяла пешка на черно поле g3 · черен топ на черно поле d2 · бял цар на бяло поле b1 · бял топ на черно поле e1 | бяла дама на бяло поле e8 · черен цар на черно поле c7 · черна пешка на бяло поле h7 · черна пешка на черно поле d6 · черна пешка на бяло поле a4 · бяла пешка на черно поле b4 · бяла пешка на черно поле h4 · бяла пешка на черно поле a3 · черна пешка на черно поле c3 · черна дама на бяло поле f3 · бяла пешка на черно поле g3 · черен топ на черно поле d2 · бял цар на бяло поле b1 · бял топ на черно поле e1 | бяла дама на бяло поле e8 · черен цар на черно поле c7 · черна пешка на бяло поле h7 · черна пешка на черно поле d6 · черна пешка на бяло поле a4 · бяла пешка на черно поле b4 · бяла пешка на черно поле h4 · бяла пешка на черно поле a3 · черна пешка на черно поле c3 · черна дама на бяло поле f3 · бяла пешка на черно поле g3 · черен топ на черно поле d2 · бял цар на бяло поле b1 · бял топ на черно поле e1 | бяла дама на бяло поле e8 · черен цар на черно поле c7 · черна пешка на бяло поле h7 · черна пешка на черно поле d6 · черна пешка на бяло поле a4 · бяла пешка на черно поле b4 · бяла пешка на черно поле h4 · бяла пешка на черно поле a3 · черна пешка на черно поле c3 · черна дама на бяло поле f3 · бяла пешка на черно поле g3 · черен топ на черно поле d2 · бял цар на бяло поле b1 · бял топ на черно поле e1 | бяла дама на бяло поле e8 · черен цар на черно поле c7 · черна пешка на бяло поле h7 · черна пешка на черно поле d6 · черна пешка на бяло поле a4 · бяла пешка на черно поле b4 · бяла пешка на черно поле h4 · бяла пешка на черно поле a3 · черна пешка на черно поле c3 · черна дама на бяло поле f3 · бяла пешка на черно поле g3 · черен топ на черно поле d2 · бял цар на бяло поле b1 · бял топ на черно поле e1 | бяла дама на бяло поле e8 · черен цар на черно поле c7 · черна пешка на бяло поле h7 · черна пешка на черно поле d6 · черна пешка на бяло поле a4 · бяла пешка на черно поле b4 · бяла пешка на черно поле h4 · бяла пешка на черно поле a3 · черна пешка на черно поле c3 · черна дама на бяло поле f3 · бяла пешка на черно поле g3 · черен топ на черно поле d2 · бял цар на бяло поле b1 · бял топ на черно поле e1 | бяла дама на бяло поле e8 · черен цар на черно поле c7 · черна пешка на бяло поле h7 · черна пешка на черно поле d6 · черна пешка на бяло поле a4 · бяла пешка на черно поле b4 · бяла пешка на черно поле h4 · бяла пешка на черно поле a3 · черна пешка на черно поле c3 · черна дама на бяло поле f3 · бяла пешка на черно поле g3 · черен топ на черно поле d2 · бял цар на бяло поле b1 · бял топ на черно поле e1 | 5 |
| 4 | бяла дама на бяло поле e8 · черен цар на черно поле c7 · черна пешка на бяло поле h7 · черна пешка на черно поле d6 · черна пешка на бяло поле a4 · бяла пешка на черно поле b4 · бяла пешка на черно поле h4 · бяла пешка на черно поле a3 · черна пешка на черно поле c3 · черна дама на бяло поле f3 · бяла пешка на черно поле g3 · черен топ на черно поле d2 · бял цар на бяло поле b1 · бял топ на черно поле e1 | бяла дама на бяло поле e8 · черен цар на черно поле c7 · черна пешка на бяло поле h7 · черна пешка на черно поле d6 · черна пешка на бяло поле a4 · бяла пешка на черно поле b4 · бяла пешка на черно поле h4 · бяла пешка на черно поле a3 · черна пешка на черно поле c3 · черна дама на бяло поле f3 · бяла пешка на черно поле g3 · черен топ на черно поле d2 · бял цар на бяло поле b1 · бял топ на черно поле e1 | бяла дама на бяло поле e8 · черен цар на черно поле c7 · черна пешка на бяло поле h7 · черна пешка на черно поле d6 · черна пешка на бяло поле a4 · бяла пешка на черно поле b4 · бяла пешка на черно поле h4 · бяла пешка на черно поле a3 · черна пешка на черно поле c3 · черна дама на бяло поле f3 · бяла пешка на черно поле g3 · черен топ на черно поле d2 · бял цар на бяло поле b1 · бял топ на черно поле e1 | бяла дама на бяло поле e8 · черен цар на черно поле c7 · черна пешка на бяло поле h7 · черна пешка на черно поле d6 · черна пешка на бяло поле a4 · бяла пешка на черно поле b4 · бяла пешка на черно поле h4 · бяла пешка на черно поле a3 · черна пешка на черно поле c3 · черна дама на бяло поле f3 · бяла пешка на черно поле g3 · черен топ на черно поле d2 · бял цар на бяло поле b1 · бял топ на черно поле e1 | бяла дама на бяло поле e8 · черен цар на черно поле c7 · черна пешка на бяло поле h7 · черна пешка на черно поле d6 · черна пешка на бяло поле a4 · бяла пешка на черно поле b4 · бяла пешка на черно поле h4 · бяла пешка на черно поле a3 · черна пешка на черно поле c3 · черна дама на бяло поле f3 · бяла пешка на черно поле g3 · черен топ на черно поле d2 · бял цар на бяло поле b1 · бял топ на черно поле e1 | бяла дама на бяло поле e8 · черен цар на черно поле c7 · черна пешка на бяло поле h7 · черна пешка на черно поле d6 · черна пешка на бяло поле a4 · бяла пешка на черно поле b4 · бяла пешка на черно поле h4 · бяла пешка на черно поле a3 · черна пешка на черно поле c3 · черна дама на бяло поле f3 · бяла пешка на черно поле g3 · черен топ на черно поле d2 · бял цар на бяло поле b1 · бял топ на черно поле e1 | бяла дама на бяло поле e8 · черен цар на черно поле c7 · черна пешка на бяло поле h7 · черна пешка на черно поле d6 · черна пешка на бяло поле a4 · бяла пешка на черно поле b4 · бяла пешка на черно поле h4 · бяла пешка на черно поле a3 · черна пешка на черно поле c3 · черна дама на бяло поле f3 · бяла пешка на черно поле g3 · черен топ на черно поле d2 · бял цар на бяло поле b1 · бял топ на черно поле e1 | бяла дама на бяло поле e8 · черен цар на черно поле c7 · черна пешка на бяло поле h7 · черна пешка на черно поле d6 · черна пешка на бяло поле a4 · бяла пешка на черно поле b4 · бяла пешка на черно поле h4 · бяла пешка на черно поле a3 · черна пешка на черно поле c3 · черна дама на бяло поле f3 · бяла пешка на черно поле g3 · черен топ на черно поле d2 · бял цар на бяло поле b1 · бял топ на черно поле e1 | 4 |
| 3 | бяла дама на бяло поле e8 · черен цар на черно поле c7 · черна пешка на бяло поле h7 · черна пешка на черно поле d6 · черна пешка на бяло поле a4 · бяла пешка на черно поле b4 · бяла пешка на черно поле h4 · бяла пешка на черно поле a3 · черна пешка на черно поле c3 · черна дама на бяло поле f3 · бяла пешка на черно поле g3 · черен топ на черно поле d2 · бял цар на бяло поле b1 · бял топ на черно поле e1 | бяла дама на бяло поле e8 · черен цар на черно поле c7 · черна пешка на бяло поле h7 · черна пешка на черно поле d6 · черна пешка на бяло поле a4 · бяла пешка на черно поле b4 · бяла пешка на черно поле h4 · бяла пешка на черно поле a3 · черна пешка на черно поле c3 · черна дама на бяло поле f3 · бяла пешка на черно поле g3 · черен топ на черно поле d2 · бял цар на бяло поле b1 · бял топ на черно поле e1 | бяла дама на бяло поле e8 · черен цар на черно поле c7 · черна пешка на бяло поле h7 · черна пешка на черно поле d6 · черна пешка на бяло поле a4 · бяла пешка на черно поле b4 · бяла пешка на черно поле h4 · бяла пешка на черно поле a3 · черна пешка на черно поле c3 · черна дама на бяло поле f3 · бяла пешка на черно поле g3 · черен топ на черно поле d2 · бял цар на бяло поле b1 · бял топ на черно поле e1 | бяла дама на бяло поле e8 · черен цар на черно поле c7 · черна пешка на бяло поле h7 · черна пешка на черно поле d6 · черна пешка на бяло поле a4 · бяла пешка на черно поле b4 · бяла пешка на черно поле h4 · бяла пешка на черно поле a3 · черна пешка на черно поле c3 · черна дама на бяло поле f3 · бяла пешка на черно поле g3 · черен топ на черно поле d2 · бял цар на бяло поле b1 · бял топ на черно поле e1 | бяла дама на бяло поле e8 · черен цар на черно поле c7 · черна пешка на бяло поле h7 · черна пешка на черно поле d6 · черна пешка на бяло поле a4 · бяла пешка на черно поле b4 · бяла пешка на черно поле h4 · бяла пешка на черно поле a3 · черна пешка на черно поле c3 · черна дама на бяло поле f3 · бяла пешка на черно поле g3 · черен топ на черно поле d2 · бял цар на бяло поле b1 · бял топ на черно поле e1 | бяла дама на бяло поле e8 · черен цар на черно поле c7 · черна пешка на бяло поле h7 · черна пешка на черно поле d6 · черна пешка на бяло поле a4 · бяла пешка на черно поле b4 · бяла пешка на черно поле h4 · бяла пешка на черно поле a3 · черна пешка на черно поле c3 · черна дама на бяло поле f3 · бяла пешка на черно поле g3 · черен топ на черно поле d2 · бял цар на бяло поле b1 · бял топ на черно поле e1 | бяла дама на бяло поле e8 · черен цар на черно поле c7 · черна пешка на бяло поле h7 · черна пешка на черно поле d6 · черна пешка на бяло поле a4 · бяла пешка на черно поле b4 · бяла пешка на черно поле h4 · бяла пешка на черно поле a3 · черна пешка на черно поле c3 · черна дама на бяло поле f3 · бяла пешка на черно поле g3 · черен топ на черно поле d2 · бял цар на бяло поле b1 · бял топ на черно поле e1 | бяла дама на бяло поле e8 · черен цар на черно поле c7 · черна пешка на бяло поле h7 · черна пешка на черно поле d6 · черна пешка на бяло поле a4 · бяла пешка на черно поле b4 · бяла пешка на черно поле h4 · бяла пешка на черно поле a3 · черна пешка на черно поле c3 · черна дама на бяло поле f3 · бяла пешка на черно поле g3 · черен топ на черно поле d2 · бял цар на бяло поле b1 · бял топ на черно поле e1 | 3 |
| 2 | бяла дама на бяло поле e8 · черен цар на черно поле c7 · черна пешка на бяло поле h7 · черна пешка на черно поле d6 · черна пешка на бяло поле a4 · бяла пешка на черно поле b4 · бяла пешка на черно поле h4 · бяла пешка на черно поле a3 · черна пешка на черно поле c3 · черна дама на бяло поле f3 · бяла пешка на черно поле g3 · черен топ на черно поле d2 · бял цар на бяло поле b1 · бял топ на черно поле e1 | бяла дама на бяло поле e8 · черен цар на черно поле c7 · черна пешка на бяло поле h7 · черна пешка на черно поле d6 · черна пешка на бяло поле a4 · бяла пешка на черно поле b4 · бяла пешка на черно поле h4 · бяла пешка на черно поле a3 · черна пешка на черно поле c3 · черна дама на бяло поле f3 · бяла пешка на черно поле g3 · черен топ на черно поле d2 · бял цар на бяло поле b1 · бял топ на черно поле e1 | бяла дама на бяло поле e8 · черен цар на черно поле c7 · черна пешка на бяло поле h7 · черна пешка на черно поле d6 · черна пешка на бяло поле a4 · бяла пешка на черно поле b4 · бяла пешка на черно поле h4 · бяла пешка на черно поле a3 · черна пешка на черно поле c3 · черна дама на бяло поле f3 · бяла пешка на черно поле g3 · черен топ на черно поле d2 · бял цар на бяло поле b1 · бял топ на черно поле e1 | бяла дама на бяло поле e8 · черен цар на черно поле c7 · черна пешка на бяло поле h7 · черна пешка на черно поле d6 · черна пешка на бяло поле a4 · бяла пешка на черно поле b4 · бяла пешка на черно поле h4 · бяла пешка на черно поле a3 · черна пешка на черно поле c3 · черна дама на бяло поле f3 · бяла пешка на черно поле g3 · черен топ на черно поле d2 · бял цар на бяло поле b1 · бял топ на черно поле e1 | бяла дама на бяло поле e8 · черен цар на черно поле c7 · черна пешка на бяло поле h7 · черна пешка на черно поле d6 · черна пешка на бяло поле a4 · бяла пешка на черно поле b4 · бяла пешка на черно поле h4 · бяла пешка на черно поле a3 · черна пешка на черно поле c3 · черна дама на бяло поле f3 · бяла пешка на черно поле g3 · черен топ на черно поле d2 · бял цар на бяло поле b1 · бял топ на черно поле e1 | бяла дама на бяло поле e8 · черен цар на черно поле c7 · черна пешка на бяло поле h7 · черна пешка на черно поле d6 · черна пешка на бяло поле a4 · бяла пешка на черно поле b4 · бяла пешка на черно поле h4 · бяла пешка на черно поле a3 · черна пешка на черно поле c3 · черна дама на бяло поле f3 · бяла пешка на черно поле g3 · черен топ на черно поле d2 · бял цар на бяло поле b1 · бял топ на черно поле e1 | бяла дама на бяло поле e8 · черен цар на черно поле c7 · черна пешка на бяло поле h7 · черна пешка на черно поле d6 · черна пешка на бяло поле a4 · бяла пешка на черно поле b4 · бяла пешка на черно поле h4 · бяла пешка на черно поле a3 · черна пешка на черно поле c3 · черна дама на бяло поле f3 · бяла пешка на черно поле g3 · черен топ на черно поле d2 · бял цар на бяло поле b1 · бял топ на черно поле e1 | бяла дама на бяло поле e8 · черен цар на черно поле c7 · черна пешка на бяло поле h7 · черна пешка на черно поле d6 · черна пешка на бяло поле a4 · бяла пешка на черно поле b4 · бяла пешка на черно поле h4 · бяла пешка на черно поле a3 · черна пешка на черно поле c3 · черна дама на бяло поле f3 · бяла пешка на черно поле g3 · черен топ на черно поле d2 · бял цар на бяло поле b1 · бял топ на черно поле e1 | 2 |
| 1 | бяла дама на бяло поле e8 · черен цар на черно поле c7 · черна пешка на бяло поле h7 · черна пешка на черно поле d6 · черна пешка на бяло поле a4 · бяла пешка на черно поле b4 · бяла пешка на черно поле h4 · бяла пешка на черно поле a3 · черна пешка на черно поле c3 · черна дама на бяло поле f3 · бяла пешка на черно поле g3 · черен топ на черно поле d2 · бял цар на бяло поле b1 · бял топ на черно поле e1 | бяла дама на бяло поле e8 · черен цар на черно поле c7 · черна пешка на бяло поле h7 · черна пешка на черно поле d6 · черна пешка на бяло поле a4 · бяла пешка на черно поле b4 · бяла пешка на черно поле h4 · бяла пешка на черно поле a3 · черна пешка на черно поле c3 · черна дама на бяло поле f3 · бяла пешка на черно поле g3 · черен топ на черно поле d2 · бял цар на бяло поле b1 · бял топ на черно поле e1 | бяла дама на бяло поле e8 · черен цар на черно поле c7 · черна пешка на бяло поле h7 · черна пешка на черно поле d6 · черна пешка на бяло поле a4 · бяла пешка на черно поле b4 · бяла пешка на черно поле h4 · бяла пешка на черно поле a3 · черна пешка на черно поле c3 · черна дама на бяло поле f3 · бяла пешка на черно поле g3 · черен топ на черно поле d2 · бял цар на бяло поле b1 · бял топ на черно поле e1 | бяла дама на бяло поле e8 · черен цар на черно поле c7 · черна пешка на бяло поле h7 · черна пешка на черно поле d6 · черна пешка на бяло поле a4 · бяла пешка на черно поле b4 · бяла пешка на черно поле h4 · бяла пешка на черно поле a3 · черна пешка на черно поле c3 · черна дама на бяло поле f3 · бяла пешка на черно поле g3 · черен топ на черно поле d2 · бял цар на бяло поле b1 · бял топ на черно поле e1 | бяла дама на бяло поле e8 · черен цар на черно поле c7 · черна пешка на бяло поле h7 · черна пешка на черно поле d6 · черна пешка на бяло поле a4 · бяла пешка на черно поле b4 · бяла пешка на черно поле h4 · бяла пешка на черно поле a3 · черна пешка на черно поле c3 · черна дама на бяло поле f3 · бяла пешка на черно поле g3 · черен топ на черно поле d2 · бял цар на бяло поле b1 · бял топ на черно поле e1 | бяла дама на бяло поле e8 · черен цар на черно поле c7 · черна пешка на бяло поле h7 · черна пешка на черно поле d6 · черна пешка на бяло поле a4 · бяла пешка на черно поле b4 · бяла пешка на черно поле h4 · бяла пешка на черно поле a3 · черна пешка на черно поле c3 · черна дама на бяло поле f3 · бяла пешка на черно поле g3 · черен топ на черно поле d2 · бял цар на бяло поле b1 · бял топ на черно поле e1 | бяла дама на бяло поле e8 · черен цар на черно поле c7 · черна пешка на бяло поле h7 · черна пешка на черно поле d6 · черна пешка на бяло поле a4 · бяла пешка на черно поле b4 · бяла пешка на черно поле h4 · бяла пешка на черно поле a3 · черна пешка на черно поле c3 · черна дама на бяло поле f3 · бяла пешка на черно поле g3 · черен топ на черно поле d2 · бял цар на бяло поле b1 · бял топ на черно поле e1 | бяла дама на бяло поле e8 · черен цар на черно поле c7 · черна пешка на бяло поле h7 · черна пешка на черно поле d6 · черна пешка на бяло поле a4 · бяла пешка на черно поле b4 · бяла пешка на черно поле h4 · бяла пешка на черно поле a3 · черна пешка на черно поле c3 · черна дама на бяло поле f3 · бяла пешка на черно поле g3 · черен топ на черно поле d2 · бял цар на бяло поле b1 · бял топ на черно поле e1 | 1 |
|   | a | b | c | d | e | f | g | h |   |

|   | a | b | c | d | e | f | g | h |   |
| 8 | бяла дама на бяло поле a8 · бял топ на бяло поле c8 · черен топ на черно поле d8 · черен цар на черно поле h8 · черна дама на черно поле e7 · черна пешка на бяло поле h7 · черна пешка на бяло поле e6 · бяла пешка на черно поле h6 · бяла пешка на черно поле e5 · черна пешка на черно поле g5 · черна пешка на черно поле b4 · черна пешка на черно поле a3 · бяла пешка на бяло поле b3 · черна пешка на черно поле g3 · бяла пешка на бяло поле a2 · бяла пешка на черно поле f2 · бял цар на бяло поле g2 | бяла дама на бяло поле a8 · бял топ на бяло поле c8 · черен топ на черно поле d8 · черен цар на черно поле h8 · черна дама на черно поле e7 · черна пешка на бяло поле h7 · черна пешка на бяло поле e6 · бяла пешка на черно поле h6 · бяла пешка на черно поле e5 · черна пешка на черно поле g5 · черна пешка на черно поле b4 · черна пешка на черно поле a3 · бяла пешка на бяло поле b3 · черна пешка на черно поле g3 · бяла пешка на бяло поле a2 · бяла пешка на черно поле f2 · бял цар на бяло поле g2 | бяла дама на бяло поле a8 · бял топ на бяло поле c8 · черен топ на черно поле d8 · черен цар на черно поле h8 · черна дама на черно поле e7 · черна пешка на бяло поле h7 · черна пешка на бяло поле e6 · бяла пешка на черно поле h6 · бяла пешка на черно поле e5 · черна пешка на черно поле g5 · черна пешка на черно поле b4 · черна пешка на черно поле a3 · бяла пешка на бяло поле b3 · черна пешка на черно поле g3 · бяла пешка на бяло поле a2 · бяла пешка на черно поле f2 · бял цар на бяло поле g2 | бяла дама на бяло поле a8 · бял топ на бяло поле c8 · черен топ на черно поле d8 · черен цар на черно поле h8 · черна дама на черно поле e7 · черна пешка на бяло поле h7 · черна пешка на бяло поле e6 · бяла пешка на черно поле h6 · бяла пешка на черно поле e5 · черна пешка на черно поле g5 · черна пешка на черно поле b4 · черна пешка на черно поле a3 · бяла пешка на бяло поле b3 · черна пешка на черно поле g3 · бяла пешка на бяло поле a2 · бяла пешка на черно поле f2 · бял цар на бяло поле g2 | бяла дама на бяло поле a8 · бял топ на бяло поле c8 · черен топ на черно поле d8 · черен цар на черно поле h8 · черна дама на черно поле e7 · черна пешка на бяло поле h7 · черна пешка на бяло поле e6 · бяла пешка на черно поле h6 · бяла пешка на черно поле e5 · черна пешка на черно поле g5 · черна пешка на черно поле b4 · черна пешка на черно поле a3 · бяла пешка на бяло поле b3 · черна пешка на черно поле g3 · бяла пешка на бяло поле a2 · бяла пешка на черно поле f2 · бял цар на бяло поле g2 | бяла дама на бяло поле a8 · бял топ на бяло поле c8 · черен топ на черно поле d8 · черен цар на черно поле h8 · черна дама на черно поле e7 · черна пешка на бяло поле h7 · черна пешка на бяло поле e6 · бяла пешка на черно поле h6 · бяла пешка на черно поле e5 · черна пешка на черно поле g5 · черна пешка на черно поле b4 · черна пешка на черно поле a3 · бяла пешка на бяло поле b3 · черна пешка на черно поле g3 · бяла пешка на бяло поле a2 · бяла пешка на черно поле f2 · бял цар на бяло поле g2 | бяла дама на бяло поле a8 · бял топ на бяло поле c8 · черен топ на черно поле d8 · черен цар на черно поле h8 · черна дама на черно поле e7 · черна пешка на бяло поле h7 · черна пешка на бяло поле e6 · бяла пешка на черно поле h6 · бяла пешка на черно поле e5 · черна пешка на черно поле g5 · черна пешка на черно поле b4 · черна пешка на черно поле a3 · бяла пешка на бяло поле b3 · черна пешка на черно поле g3 · бяла пешка на бяло поле a2 · бяла пешка на черно поле f2 · бял цар на бяло поле g2 | бяла дама на бяло поле a8 · бял топ на бяло поле c8 · черен топ на черно поле d8 · черен цар на черно поле h8 · черна дама на черно поле e7 · черна пешка на бяло поле h7 · черна пешка на бяло поле e6 · бяла пешка на черно поле h6 · бяла пешка на черно поле e5 · черна пешка на черно поле g5 · черна пешка на черно поле b4 · черна пешка на черно поле a3 · бяла пешка на бяло поле b3 · черна пешка на черно поле g3 · бяла пешка на бяло поле a2 · бяла пешка на черно поле f2 · бял цар на бяло поле g2 | 8 |
| 7 | бяла дама на бяло поле a8 · бял топ на бяло поле c8 · черен топ на черно поле d8 · черен цар на черно поле h8 · черна дама на черно поле e7 · черна пешка на бяло поле h7 · черна пешка на бяло поле e6 · бяла пешка на черно поле h6 · бяла пешка на черно поле e5 · черна пешка на черно поле g5 · черна пешка на черно поле b4 · черна пешка на черно поле a3 · бяла пешка на бяло поле b3 · черна пешка на черно поле g3 · бяла пешка на бяло поле a2 · бяла пешка на черно поле f2 · бял цар на бяло поле g2 | бяла дама на бяло поле a8 · бял топ на бяло поле c8 · черен топ на черно поле d8 · черен цар на черно поле h8 · черна дама на черно поле e7 · черна пешка на бяло поле h7 · черна пешка на бяло поле e6 · бяла пешка на черно поле h6 · бяла пешка на черно поле e5 · черна пешка на черно поле g5 · черна пешка на черно поле b4 · черна пешка на черно поле a3 · бяла пешка на бяло поле b3 · черна пешка на черно поле g3 · бяла пешка на бяло поле a2 · бяла пешка на черно поле f2 · бял цар на бяло поле g2 | бяла дама на бяло поле a8 · бял топ на бяло поле c8 · черен топ на черно поле d8 · черен цар на черно поле h8 · черна дама на черно поле e7 · черна пешка на бяло поле h7 · черна пешка на бяло поле e6 · бяла пешка на черно поле h6 · бяла пешка на черно поле e5 · черна пешка на черно поле g5 · черна пешка на черно поле b4 · черна пешка на черно поле a3 · бяла пешка на бяло поле b3 · черна пешка на черно поле g3 · бяла пешка на бяло поле a2 · бяла пешка на черно поле f2 · бял цар на бяло поле g2 | бяла дама на бяло поле a8 · бял топ на бяло поле c8 · черен топ на черно поле d8 · черен цар на черно поле h8 · черна дама на черно поле e7 · черна пешка на бяло поле h7 · черна пешка на бяло поле e6 · бяла пешка на черно поле h6 · бяла пешка на черно поле e5 · черна пешка на черно поле g5 · черна пешка на черно поле b4 · черна пешка на черно поле a3 · бяла пешка на бяло поле b3 · черна пешка на черно поле g3 · бяла пешка на бяло поле a2 · бяла пешка на черно поле f2 · бял цар на бяло поле g2 | бяла дама на бяло поле a8 · бял топ на бяло поле c8 · черен топ на черно поле d8 · черен цар на черно поле h8 · черна дама на черно поле e7 · черна пешка на бяло поле h7 · черна пешка на бяло поле e6 · бяла пешка на черно поле h6 · бяла пешка на черно поле e5 · черна пешка на черно поле g5 · черна пешка на черно поле b4 · черна пешка на черно поле a3 · бяла пешка на бяло поле b3 · черна пешка на черно поле g3 · бяла пешка на бяло поле a2 · бяла пешка на черно поле f2 · бял цар на бяло поле g2 | бяла дама на бяло поле a8 · бял топ на бяло поле c8 · черен топ на черно поле d8 · черен цар на черно поле h8 · черна дама на черно поле e7 · черна пешка на бяло поле h7 · черна пешка на бяло поле e6 · бяла пешка на черно поле h6 · бяла пешка на черно поле e5 · черна пешка на черно поле g5 · черна пешка на черно поле b4 · черна пешка на черно поле a3 · бяла пешка на бяло поле b3 · черна пешка на черно поле g3 · бяла пешка на бяло поле a2 · бяла пешка на черно поле f2 · бял цар на бяло поле g2 | бяла дама на бяло поле a8 · бял топ на бяло поле c8 · черен топ на черно поле d8 · черен цар на черно поле h8 · черна дама на черно поле e7 · черна пешка на бяло поле h7 · черна пешка на бяло поле e6 · бяла пешка на черно поле h6 · бяла пешка на черно поле e5 · черна пешка на черно поле g5 · черна пешка на черно поле b4 · черна пешка на черно поле a3 · бяла пешка на бяло поле b3 · черна пешка на черно поле g3 · бяла пешка на бяло поле a2 · бяла пешка на черно поле f2 · бял цар на бяло поле g2 | бяла дама на бяло поле a8 · бял топ на бяло поле c8 · черен топ на черно поле d8 · черен цар на черно поле h8 · черна дама на черно поле e7 · черна пешка на бяло поле h7 · черна пешка на бяло поле e6 · бяла пешка на черно поле h6 · бяла пешка на черно поле e5 · черна пешка на черно поле g5 · черна пешка на черно поле b4 · черна пешка на черно поле a3 · бяла пешка на бяло поле b3 · черна пешка на черно поле g3 · бяла пешка на бяло поле a2 · бяла пешка на черно поле f2 · бял цар на бяло поле g2 | 7 |
| 6 | бяла дама на бяло поле a8 · бял топ на бяло поле c8 · черен топ на черно поле d8 · черен цар на черно поле h8 · черна дама на черно поле e7 · черна пешка на бяло поле h7 · черна пешка на бяло поле e6 · бяла пешка на черно поле h6 · бяла пешка на черно поле e5 · черна пешка на черно поле g5 · черна пешка на черно поле b4 · черна пешка на черно поле a3 · бяла пешка на бяло поле b3 · черна пешка на черно поле g3 · бяла пешка на бяло поле a2 · бяла пешка на черно поле f2 · бял цар на бяло поле g2 | бяла дама на бяло поле a8 · бял топ на бяло поле c8 · черен топ на черно поле d8 · черен цар на черно поле h8 · черна дама на черно поле e7 · черна пешка на бяло поле h7 · черна пешка на бяло поле e6 · бяла пешка на черно поле h6 · бяла пешка на черно поле e5 · черна пешка на черно поле g5 · черна пешка на черно поле b4 · черна пешка на черно поле a3 · бяла пешка на бяло поле b3 · черна пешка на черно поле g3 · бяла пешка на бяло поле a2 · бяла пешка на черно поле f2 · бял цар на бяло поле g2 | бяла дама на бяло поле a8 · бял топ на бяло поле c8 · черен топ на черно поле d8 · черен цар на черно поле h8 · черна дама на черно поле e7 · черна пешка на бяло поле h7 · черна пешка на бяло поле e6 · бяла пешка на черно поле h6 · бяла пешка на черно поле e5 · черна пешка на черно поле g5 · черна пешка на черно поле b4 · черна пешка на черно поле a3 · бяла пешка на бяло поле b3 · черна пешка на черно поле g3 · бяла пешка на бяло поле a2 · бяла пешка на черно поле f2 · бял цар на бяло поле g2 | бяла дама на бяло поле a8 · бял топ на бяло поле c8 · черен топ на черно поле d8 · черен цар на черно поле h8 · черна дама на черно поле e7 · черна пешка на бяло поле h7 · черна пешка на бяло поле e6 · бяла пешка на черно поле h6 · бяла пешка на черно поле e5 · черна пешка на черно поле g5 · черна пешка на черно поле b4 · черна пешка на черно поле a3 · бяла пешка на бяло поле b3 · черна пешка на черно поле g3 · бяла пешка на бяло поле a2 · бяла пешка на черно поле f2 · бял цар на бяло поле g2 | бяла дама на бяло поле a8 · бял топ на бяло поле c8 · черен топ на черно поле d8 · черен цар на черно поле h8 · черна дама на черно поле e7 · черна пешка на бяло поле h7 · черна пешка на бяло поле e6 · бяла пешка на черно поле h6 · бяла пешка на черно поле e5 · черна пешка на черно поле g5 · черна пешка на черно поле b4 · черна пешка на черно поле a3 · бяла пешка на бяло поле b3 · черна пешка на черно поле g3 · бяла пешка на бяло поле a2 · бяла пешка на черно поле f2 · бял цар на бяло поле g2 | бяла дама на бяло поле a8 · бял топ на бяло поле c8 · черен топ на черно поле d8 · черен цар на черно поле h8 · черна дама на черно поле e7 · черна пешка на бяло поле h7 · черна пешка на бяло поле e6 · бяла пешка на черно поле h6 · бяла пешка на черно поле e5 · черна пешка на черно поле g5 · черна пешка на черно поле b4 · черна пешка на черно поле a3 · бяла пешка на бяло поле b3 · черна пешка на черно поле g3 · бяла пешка на бяло поле a2 · бяла пешка на черно поле f2 · бял цар на бяло поле g2 | бяла дама на бяло поле a8 · бял топ на бяло поле c8 · черен топ на черно поле d8 · черен цар на черно поле h8 · черна дама на черно поле e7 · черна пешка на бяло поле h7 · черна пешка на бяло поле e6 · бяла пешка на черно поле h6 · бяла пешка на черно поле e5 · черна пешка на черно поле g5 · черна пешка на черно поле b4 · черна пешка на черно поле a3 · бяла пешка на бяло поле b3 · черна пешка на черно поле g3 · бяла пешка на бяло поле a2 · бяла пешка на черно поле f2 · бял цар на бяло поле g2 | бяла дама на бяло поле a8 · бял топ на бяло поле c8 · черен топ на черно поле d8 · черен цар на черно поле h8 · черна дама на черно поле e7 · черна пешка на бяло поле h7 · черна пешка на бяло поле e6 · бяла пешка на черно поле h6 · бяла пешка на черно поле e5 · черна пешка на черно поле g5 · черна пешка на черно поле b4 · черна пешка на черно поле a3 · бяла пешка на бяло поле b3 · черна пешка на черно поле g3 · бяла пешка на бяло поле a2 · бяла пешка на черно поле f2 · бял цар на бяло поле g2 | 6 |
| 5 | бяла дама на бяло поле a8 · бял топ на бяло поле c8 · черен топ на черно поле d8 · черен цар на черно поле h8 · черна дама на черно поле e7 · черна пешка на бяло поле h7 · черна пешка на бяло поле e6 · бяла пешка на черно поле h6 · бяла пешка на черно поле e5 · черна пешка на черно поле g5 · черна пешка на черно поле b4 · черна пешка на черно поле a3 · бяла пешка на бяло поле b3 · черна пешка на черно поле g3 · бяла пешка на бяло поле a2 · бяла пешка на черно поле f2 · бял цар на бяло поле g2 | бяла дама на бяло поле a8 · бял топ на бяло поле c8 · черен топ на черно поле d8 · черен цар на черно поле h8 · черна дама на черно поле e7 · черна пешка на бяло поле h7 · черна пешка на бяло поле e6 · бяла пешка на черно поле h6 · бяла пешка на черно поле e5 · черна пешка на черно поле g5 · черна пешка на черно поле b4 · черна пешка на черно поле a3 · бяла пешка на бяло поле b3 · черна пешка на черно поле g3 · бяла пешка на бяло поле a2 · бяла пешка на черно поле f2 · бял цар на бяло поле g2 | бяла дама на бяло поле a8 · бял топ на бяло поле c8 · черен топ на черно поле d8 · черен цар на черно поле h8 · черна дама на черно поле e7 · черна пешка на бяло поле h7 · черна пешка на бяло поле e6 · бяла пешка на черно поле h6 · бяла пешка на черно поле e5 · черна пешка на черно поле g5 · черна пешка на черно поле b4 · черна пешка на черно поле a3 · бяла пешка на бяло поле b3 · черна пешка на черно поле g3 · бяла пешка на бяло поле a2 · бяла пешка на черно поле f2 · бял цар на бяло поле g2 | бяла дама на бяло поле a8 · бял топ на бяло поле c8 · черен топ на черно поле d8 · черен цар на черно поле h8 · черна дама на черно поле e7 · черна пешка на бяло поле h7 · черна пешка на бяло поле e6 · бяла пешка на черно поле h6 · бяла пешка на черно поле e5 · черна пешка на черно поле g5 · черна пешка на черно поле b4 · черна пешка на черно поле a3 · бяла пешка на бяло поле b3 · черна пешка на черно поле g3 · бяла пешка на бяло поле a2 · бяла пешка на черно поле f2 · бял цар на бяло поле g2 | бяла дама на бяло поле a8 · бял топ на бяло поле c8 · черен топ на черно поле d8 · черен цар на черно поле h8 · черна дама на черно поле e7 · черна пешка на бяло поле h7 · черна пешка на бяло поле e6 · бяла пешка на черно поле h6 · бяла пешка на черно поле e5 · черна пешка на черно поле g5 · черна пешка на черно поле b4 · черна пешка на черно поле a3 · бяла пешка на бяло поле b3 · черна пешка на черно поле g3 · бяла пешка на бяло поле a2 · бяла пешка на черно поле f2 · бял цар на бяло поле g2 | бяла дама на бяло поле a8 · бял топ на бяло поле c8 · черен топ на черно поле d8 · черен цар на черно поле h8 · черна дама на черно поле e7 · черна пешка на бяло поле h7 · черна пешка на бяло поле e6 · бяла пешка на черно поле h6 · бяла пешка на черно поле e5 · черна пешка на черно поле g5 · черна пешка на черно поле b4 · черна пешка на черно поле a3 · бяла пешка на бяло поле b3 · черна пешка на черно поле g3 · бяла пешка на бяло поле a2 · бяла пешка на черно поле f2 · бял цар на бяло поле g2 | бяла дама на бяло поле a8 · бял топ на бяло поле c8 · черен топ на черно поле d8 · черен цар на черно поле h8 · черна дама на черно поле e7 · черна пешка на бяло поле h7 · черна пешка на бяло поле e6 · бяла пешка на черно поле h6 · бяла пешка на черно поле e5 · черна пешка на черно поле g5 · черна пешка на черно поле b4 · черна пешка на черно поле a3 · бяла пешка на бяло поле b3 · черна пешка на черно поле g3 · бяла пешка на бяло поле a2 · бяла пешка на черно поле f2 · бял цар на бяло поле g2 | бяла дама на бяло поле a8 · бял топ на бяло поле c8 · черен топ на черно поле d8 · черен цар на черно поле h8 · черна дама на черно поле e7 · черна пешка на бяло поле h7 · черна пешка на бяло поле e6 · бяла пешка на черно поле h6 · бяла пешка на черно поле e5 · черна пешка на черно поле g5 · черна пешка на черно поле b4 · черна пешка на черно поле a3 · бяла пешка на бяло поле b3 · черна пешка на черно поле g3 · бяла пешка на бяло поле a2 · бяла пешка на черно поле f2 · бял цар на бяло поле g2 | 5 |
| 4 | бяла дама на бяло поле a8 · бял топ на бяло поле c8 · черен топ на черно поле d8 · черен цар на черно поле h8 · черна дама на черно поле e7 · черна пешка на бяло поле h7 · черна пешка на бяло поле e6 · бяла пешка на черно поле h6 · бяла пешка на черно поле e5 · черна пешка на черно поле g5 · черна пешка на черно поле b4 · черна пешка на черно поле a3 · бяла пешка на бяло поле b3 · черна пешка на черно поле g3 · бяла пешка на бяло поле a2 · бяла пешка на черно поле f2 · бял цар на бяло поле g2 | бяла дама на бяло поле a8 · бял топ на бяло поле c8 · черен топ на черно поле d8 · черен цар на черно поле h8 · черна дама на черно поле e7 · черна пешка на бяло поле h7 · черна пешка на бяло поле e6 · бяла пешка на черно поле h6 · бяла пешка на черно поле e5 · черна пешка на черно поле g5 · черна пешка на черно поле b4 · черна пешка на черно поле a3 · бяла пешка на бяло поле b3 · черна пешка на черно поле g3 · бяла пешка на бяло поле a2 · бяла пешка на черно поле f2 · бял цар на бяло поле g2 | бяла дама на бяло поле a8 · бял топ на бяло поле c8 · черен топ на черно поле d8 · черен цар на черно поле h8 · черна дама на черно поле e7 · черна пешка на бяло поле h7 · черна пешка на бяло поле e6 · бяла пешка на черно поле h6 · бяла пешка на черно поле e5 · черна пешка на черно поле g5 · черна пешка на черно поле b4 · черна пешка на черно поле a3 · бяла пешка на бяло поле b3 · черна пешка на черно поле g3 · бяла пешка на бяло поле a2 · бяла пешка на черно поле f2 · бял цар на бяло поле g2 | бяла дама на бяло поле a8 · бял топ на бяло поле c8 · черен топ на черно поле d8 · черен цар на черно поле h8 · черна дама на черно поле e7 · черна пешка на бяло поле h7 · черна пешка на бяло поле e6 · бяла пешка на черно поле h6 · бяла пешка на черно поле e5 · черна пешка на черно поле g5 · черна пешка на черно поле b4 · черна пешка на черно поле a3 · бяла пешка на бяло поле b3 · черна пешка на черно поле g3 · бяла пешка на бяло поле a2 · бяла пешка на черно поле f2 · бял цар на бяло поле g2 | бяла дама на бяло поле a8 · бял топ на бяло поле c8 · черен топ на черно поле d8 · черен цар на черно поле h8 · черна дама на черно поле e7 · черна пешка на бяло поле h7 · черна пешка на бяло поле e6 · бяла пешка на черно поле h6 · бяла пешка на черно поле e5 · черна пешка на черно поле g5 · черна пешка на черно поле b4 · черна пешка на черно поле a3 · бяла пешка на бяло поле b3 · черна пешка на черно поле g3 · бяла пешка на бяло поле a2 · бяла пешка на черно поле f2 · бял цар на бяло поле g2 | бяла дама на бяло поле a8 · бял топ на бяло поле c8 · черен топ на черно поле d8 · черен цар на черно поле h8 · черна дама на черно поле e7 · черна пешка на бяло поле h7 · черна пешка на бяло поле e6 · бяла пешка на черно поле h6 · бяла пешка на черно поле e5 · черна пешка на черно поле g5 · черна пешка на черно поле b4 · черна пешка на черно поле a3 · бяла пешка на бяло поле b3 · черна пешка на черно поле g3 · бяла пешка на бяло поле a2 · бяла пешка на черно поле f2 · бял цар на бяло поле g2 | бяла дама на бяло поле a8 · бял топ на бяло поле c8 · черен топ на черно поле d8 · черен цар на черно поле h8 · черна дама на черно поле e7 · черна пешка на бяло поле h7 · черна пешка на бяло поле e6 · бяла пешка на черно поле h6 · бяла пешка на черно поле e5 · черна пешка на черно поле g5 · черна пешка на черно поле b4 · черна пешка на черно поле a3 · бяла пешка на бяло поле b3 · черна пешка на черно поле g3 · бяла пешка на бяло поле a2 · бяла пешка на черно поле f2 · бял цар на бяло поле g2 | бяла дама на бяло поле a8 · бял топ на бяло поле c8 · черен топ на черно поле d8 · черен цар на черно поле h8 · черна дама на черно поле e7 · черна пешка на бяло поле h7 · черна пешка на бяло поле e6 · бяла пешка на черно поле h6 · бяла пешка на черно поле e5 · черна пешка на черно поле g5 · черна пешка на черно поле b4 · черна пешка на черно поле a3 · бяла пешка на бяло поле b3 · черна пешка на черно поле g3 · бяла пешка на бяло поле a2 · бяла пешка на черно поле f2 · бял цар на бяло поле g2 | 4 |
| 3 | бяла дама на бяло поле a8 · бял топ на бяло поле c8 · черен топ на черно поле d8 · черен цар на черно поле h8 · черна дама на черно поле e7 · черна пешка на бяло поле h7 · черна пешка на бяло поле e6 · бяла пешка на черно поле h6 · бяла пешка на черно поле e5 · черна пешка на черно поле g5 · черна пешка на черно поле b4 · черна пешка на черно поле a3 · бяла пешка на бяло поле b3 · черна пешка на черно поле g3 · бяла пешка на бяло поле a2 · бяла пешка на черно поле f2 · бял цар на бяло поле g2 | бяла дама на бяло поле a8 · бял топ на бяло поле c8 · черен топ на черно поле d8 · черен цар на черно поле h8 · черна дама на черно поле e7 · черна пешка на бяло поле h7 · черна пешка на бяло поле e6 · бяла пешка на черно поле h6 · бяла пешка на черно поле e5 · черна пешка на черно поле g5 · черна пешка на черно поле b4 · черна пешка на черно поле a3 · бяла пешка на бяло поле b3 · черна пешка на черно поле g3 · бяла пешка на бяло поле a2 · бяла пешка на черно поле f2 · бял цар на бяло поле g2 | бяла дама на бяло поле a8 · бял топ на бяло поле c8 · черен топ на черно поле d8 · черен цар на черно поле h8 · черна дама на черно поле e7 · черна пешка на бяло поле h7 · черна пешка на бяло поле e6 · бяла пешка на черно поле h6 · бяла пешка на черно поле e5 · черна пешка на черно поле g5 · черна пешка на черно поле b4 · черна пешка на черно поле a3 · бяла пешка на бяло поле b3 · черна пешка на черно поле g3 · бяла пешка на бяло поле a2 · бяла пешка на черно поле f2 · бял цар на бяло поле g2 | бяла дама на бяло поле a8 · бял топ на бяло поле c8 · черен топ на черно поле d8 · черен цар на черно поле h8 · черна дама на черно поле e7 · черна пешка на бяло поле h7 · черна пешка на бяло поле e6 · бяла пешка на черно поле h6 · бяла пешка на черно поле e5 · черна пешка на черно поле g5 · черна пешка на черно поле b4 · черна пешка на черно поле a3 · бяла пешка на бяло поле b3 · черна пешка на черно поле g3 · бяла пешка на бяло поле a2 · бяла пешка на черно поле f2 · бял цар на бяло поле g2 | бяла дама на бяло поле a8 · бял топ на бяло поле c8 · черен топ на черно поле d8 · черен цар на черно поле h8 · черна дама на черно поле e7 · черна пешка на бяло поле h7 · черна пешка на бяло поле e6 · бяла пешка на черно поле h6 · бяла пешка на черно поле e5 · черна пешка на черно поле g5 · черна пешка на черно поле b4 · черна пешка на черно поле a3 · бяла пешка на бяло поле b3 · черна пешка на черно поле g3 · бяла пешка на бяло поле a2 · бяла пешка на черно поле f2 · бял цар на бяло поле g2 | бяла дама на бяло поле a8 · бял топ на бяло поле c8 · черен топ на черно поле d8 · черен цар на черно поле h8 · черна дама на черно поле e7 · черна пешка на бяло поле h7 · черна пешка на бяло поле e6 · бяла пешка на черно поле h6 · бяла пешка на черно поле e5 · черна пешка на черно поле g5 · черна пешка на черно поле b4 · черна пешка на черно поле a3 · бяла пешка на бяло поле b3 · черна пешка на черно поле g3 · бяла пешка на бяло поле a2 · бяла пешка на черно поле f2 · бял цар на бяло поле g2 | бяла дама на бяло поле a8 · бял топ на бяло поле c8 · черен топ на черно поле d8 · черен цар на черно поле h8 · черна дама на черно поле e7 · черна пешка на бяло поле h7 · черна пешка на бяло поле e6 · бяла пешка на черно поле h6 · бяла пешка на черно поле e5 · черна пешка на черно поле g5 · черна пешка на черно поле b4 · черна пешка на черно поле a3 · бяла пешка на бяло поле b3 · черна пешка на черно поле g3 · бяла пешка на бяло поле a2 · бяла пешка на черно поле f2 · бял цар на бяло поле g2 | бяла дама на бяло поле a8 · бял топ на бяло поле c8 · черен топ на черно поле d8 · черен цар на черно поле h8 · черна дама на черно поле e7 · черна пешка на бяло поле h7 · черна пешка на бяло поле e6 · бяла пешка на черно поле h6 · бяла пешка на черно поле e5 · черна пешка на черно поле g5 · черна пешка на черно поле b4 · черна пешка на черно поле a3 · бяла пешка на бяло поле b3 · черна пешка на черно поле g3 · бяла пешка на бяло поле a2 · бяла пешка на черно поле f2 · бял цар на бяло поле g2 | 3 |
| 2 | бяла дама на бяло поле a8 · бял топ на бяло поле c8 · черен топ на черно поле d8 · черен цар на черно поле h8 · черна дама на черно поле e7 · черна пешка на бяло поле h7 · черна пешка на бяло поле e6 · бяла пешка на черно поле h6 · бяла пешка на черно поле e5 · черна пешка на черно поле g5 · черна пешка на черно поле b4 · черна пешка на черно поле a3 · бяла пешка на бяло поле b3 · черна пешка на черно поле g3 · бяла пешка на бяло поле a2 · бяла пешка на черно поле f2 · бял цар на бяло поле g2 | бяла дама на бяло поле a8 · бял топ на бяло поле c8 · черен топ на черно поле d8 · черен цар на черно поле h8 · черна дама на черно поле e7 · черна пешка на бяло поле h7 · черна пешка на бяло поле e6 · бяла пешка на черно поле h6 · бяла пешка на черно поле e5 · черна пешка на черно поле g5 · черна пешка на черно поле b4 · черна пешка на черно поле a3 · бяла пешка на бяло поле b3 · черна пешка на черно поле g3 · бяла пешка на бяло поле a2 · бяла пешка на черно поле f2 · бял цар на бяло поле g2 | бяла дама на бяло поле a8 · бял топ на бяло поле c8 · черен топ на черно поле d8 · черен цар на черно поле h8 · черна дама на черно поле e7 · черна пешка на бяло поле h7 · черна пешка на бяло поле e6 · бяла пешка на черно поле h6 · бяла пешка на черно поле e5 · черна пешка на черно поле g5 · черна пешка на черно поле b4 · черна пешка на черно поле a3 · бяла пешка на бяло поле b3 · черна пешка на черно поле g3 · бяла пешка на бяло поле a2 · бяла пешка на черно поле f2 · бял цар на бяло поле g2 | бяла дама на бяло поле a8 · бял топ на бяло поле c8 · черен топ на черно поле d8 · черен цар на черно поле h8 · черна дама на черно поле e7 · черна пешка на бяло поле h7 · черна пешка на бяло поле e6 · бяла пешка на черно поле h6 · бяла пешка на черно поле e5 · черна пешка на черно поле g5 · черна пешка на черно поле b4 · черна пешка на черно поле a3 · бяла пешка на бяло поле b3 · черна пешка на черно поле g3 · бяла пешка на бяло поле a2 · бяла пешка на черно поле f2 · бял цар на бяло поле g2 | бяла дама на бяло поле a8 · бял топ на бяло поле c8 · черен топ на черно поле d8 · черен цар на черно поле h8 · черна дама на черно поле e7 · черна пешка на бяло поле h7 · черна пешка на бяло поле e6 · бяла пешка на черно поле h6 · бяла пешка на черно поле e5 · черна пешка на черно поле g5 · черна пешка на черно поле b4 · черна пешка на черно поле a3 · бяла пешка на бяло поле b3 · черна пешка на черно поле g3 · бяла пешка на бяло поле a2 · бяла пешка на черно поле f2 · бял цар на бяло поле g2 | бяла дама на бяло поле a8 · бял топ на бяло поле c8 · черен топ на черно поле d8 · черен цар на черно поле h8 · черна дама на черно поле e7 · черна пешка на бяло поле h7 · черна пешка на бяло поле e6 · бяла пешка на черно поле h6 · бяла пешка на черно поле e5 · черна пешка на черно поле g5 · черна пешка на черно поле b4 · черна пешка на черно поле a3 · бяла пешка на бяло поле b3 · черна пешка на черно поле g3 · бяла пешка на бяло поле a2 · бяла пешка на черно поле f2 · бял цар на бяло поле g2 | бяла дама на бяло поле a8 · бял топ на бяло поле c8 · черен топ на черно поле d8 · черен цар на черно поле h8 · черна дама на черно поле e7 · черна пешка на бяло поле h7 · черна пешка на бяло поле e6 · бяла пешка на черно поле h6 · бяла пешка на черно поле e5 · черна пешка на черно поле g5 · черна пешка на черно поле b4 · черна пешка на черно поле a3 · бяла пешка на бяло поле b3 · черна пешка на черно поле g3 · бяла пешка на бяло поле a2 · бяла пешка на черно поле f2 · бял цар на бяло поле g2 | бяла дама на бяло поле a8 · бял топ на бяло поле c8 · черен топ на черно поле d8 · черен цар на черно поле h8 · черна дама на черно поле e7 · черна пешка на бяло поле h7 · черна пешка на бяло поле e6 · бяла пешка на черно поле h6 · бяла пешка на черно поле e5 · черна пешка на черно поле g5 · черна пешка на черно поле b4 · черна пешка на черно поле a3 · бяла пешка на бяло поле b3 · черна пешка на черно поле g3 · бяла пешка на бяло поле a2 · бяла пешка на черно поле f2 · бял цар на бяло поле g2 | 2 |
| 1 | бяла дама на бяло поле a8 · бял топ на бяло поле c8 · черен топ на черно поле d8 · черен цар на черно поле h8 · черна дама на черно поле e7 · черна пешка на бяло поле h7 · черна пешка на бяло поле e6 · бяла пешка на черно поле h6 · бяла пешка на черно поле e5 · черна пешка на черно поле g5 · черна пешка на черно поле b4 · черна пешка на черно поле a3 · бяла пешка на бяло поле b3 · черна пешка на черно поле g3 · бяла пешка на бяло поле a2 · бяла пешка на черно поле f2 · бял цар на бяло поле g2 | бяла дама на бяло поле a8 · бял топ на бяло поле c8 · черен топ на черно поле d8 · черен цар на черно поле h8 · черна дама на черно поле e7 · черна пешка на бяло поле h7 · черна пешка на бяло поле e6 · бяла пешка на черно поле h6 · бяла пешка на черно поле e5 · черна пешка на черно поле g5 · черна пешка на черно поле b4 · черна пешка на черно поле a3 · бяла пешка на бяло поле b3 · черна пешка на черно поле g3 · бяла пешка на бяло поле a2 · бяла пешка на черно поле f2 · бял цар на бяло поле g2 | бяла дама на бяло поле a8 · бял топ на бяло поле c8 · черен топ на черно поле d8 · черен цар на черно поле h8 · черна дама на черно поле e7 · черна пешка на бяло поле h7 · черна пешка на бяло поле e6 · бяла пешка на черно поле h6 · бяла пешка на черно поле e5 · черна пешка на черно поле g5 · черна пешка на черно поле b4 · черна пешка на черно поле a3 · бяла пешка на бяло поле b3 · черна пешка на черно поле g3 · бяла пешка на бяло поле a2 · бяла пешка на черно поле f2 · бял цар на бяло поле g2 | бяла дама на бяло поле a8 · бял топ на бяло поле c8 · черен топ на черно поле d8 · черен цар на черно поле h8 · черна дама на черно поле e7 · черна пешка на бяло поле h7 · черна пешка на бяло поле e6 · бяла пешка на черно поле h6 · бяла пешка на черно поле e5 · черна пешка на черно поле g5 · черна пешка на черно поле b4 · черна пешка на черно поле a3 · бяла пешка на бяло поле b3 · черна пешка на черно поле g3 · бяла пешка на бяло поле a2 · бяла пешка на черно поле f2 · бял цар на бяло поле g2 | бяла дама на бяло поле a8 · бял топ на бяло поле c8 · черен топ на черно поле d8 · черен цар на черно поле h8 · черна дама на черно поле e7 · черна пешка на бяло поле h7 · черна пешка на бяло поле e6 · бяла пешка на черно поле h6 · бяла пешка на черно поле e5 · черна пешка на черно поле g5 · черна пешка на черно поле b4 · черна пешка на черно поле a3 · бяла пешка на бяло поле b3 · черна пешка на черно поле g3 · бяла пешка на бяло поле a2 · бяла пешка на черно поле f2 · бял цар на бяло поле g2 | бяла дама на бяло поле a8 · бял топ на бяло поле c8 · черен топ на черно поле d8 · черен цар на черно поле h8 · черна дама на черно поле e7 · черна пешка на бяло поле h7 · черна пешка на бяло поле e6 · бяла пешка на черно поле h6 · бяла пешка на черно поле e5 · черна пешка на черно поле g5 · черна пешка на черно поле b4 · черна пешка на черно поле a3 · бяла пешка на бяло поле b3 · черна пешка на черно поле g3 · бяла пешка на бяло поле a2 · бяла пешка на черно поле f2 · бял цар на бяло поле g2 | бяла дама на бяло поле a8 · бял топ на бяло поле c8 · черен топ на черно поле d8 · черен цар на черно поле h8 · черна дама на черно поле e7 · черна пешка на бяло поле h7 · черна пешка на бяло поле e6 · бяла пешка на черно поле h6 · бяла пешка на черно поле e5 · черна пешка на черно поле g5 · черна пешка на черно поле b4 · черна пешка на черно поле a3 · бяла пешка на бяло поле b3 · черна пешка на черно поле g3 · бяла пешка на бяло поле a2 · бяла пешка на черно поле f2 · бял цар на бяло поле g2 | бяла дама на бяло поле a8 · бял топ на бяло поле c8 · черен топ на черно поле d8 · черен цар на черно поле h8 · черна дама на черно поле e7 · черна пешка на бяло поле h7 · черна пешка на бяло поле e6 · бяла пешка на черно поле h6 · бяла пешка на черно поле e5 · черна пешка на черно поле g5 · черна пешка на черно поле b4 · черна пешка на черно поле a3 · бяла пешка на бяло поле b3 · черна пешка на черно поле g3 · бяла пешка на бяло поле a2 · бяла пешка на черно поле f2 · бял цар на бяло поле g2 | 1 |
|   | a | b | c | d | e | f | g | h |   |

1. Георги Трингов – Давид Бронщайн 
1/2 – 1/2
Амстердам, 1964.

Френска защита, вариант Петросян

1. e4 e6 2. d4 d5 3. Кc3 Оb4 4. e5 Дd7 5. Дg4 f5 6. Дg3 b6 7. Оd2 Оa6 8. Оa6 Кa6 9. Кge2 Оf8 10. h4 Кb4 11. O-O-O O-O-O 12. Дh3 c5 13. g4 f:g4 14. Д:g4 Кc6 15. d:c5 О:c5 16. Кf4 Кd4 17. Оe3 Кh6 18. Дh3 Кdf5 19. О:c5 b:c5 20. Цb1 Дc6 21. Кce2 Тhe8 22. Кg3 Тd7 23. К:f5 К:f5 24. Дa3 c4 25. Кe2 Дb6 26. Дf3 Тf7 27. Тh2 Тef8 28. Дh3 d4 29. Дa3 Тd8 30. Кg3 К:g3 31. f:g3 Тd5 32. Дa4 c3 33. b3 Цb7 34. Тhh1 Тfd7 35. Тhe1 a5 36. Дa3 Дb4 37. Дc1 a4 38. a3 Дb5 39. b4 Тe5 40. Дf4 Тe1 41. Тe1 Дc6 42. Дe5 d3 43. c:d3 Т:d3 44. Дg7 Тd7 45. Дe5 Тd2 46. Дc5 Дf3 47. Дe7 Цb8 48. Дe8 Цc7 49. Дe7 Цb8 50. Дe8 Цc7 (диаграма 1). Реми.
2. Георги Трингов – Петер Никола Лий 1 – 0
Хага, 1966. Царска индийска атака, сицилиански вариант

1. Кf3 c5 2. g3 Кf6 3. Оg2 d5 4. O-O Кc6 5. d3 e6 6. Кbd2 Оe7 7. e4 O-O 8. Тe1 b5 9. e5 Кe8 10. Кf1 a5 11. h4 a4 12. Оf4 a3 13. b3 Оb7 14. К1h2 d4 15. h5 Кc7 16. h6 g6 17. Дd2 Кd5 18. Оg5 Кcb4 19. Оe7 Дe7 20. Кg5 Цh8 21. Кe4 Тa7 22. Кg4 Оa8 23. Тec1 Тc7 24. Кgf6 Тd8 25. Оf1 Кf6 26. Кf6 Кd5 27. К:d5 О:d5 28. c3 d:c3 29. Т:c3 b4 30. Тc2 f5 31. Тac1 g5 32. d4 Оa8 33. Оg2 О:g2 34. Ц:g2 Тcd7 35. Тc5 Тd4 36. Дe3 f4 37. Дf3 f:g3 38. Тc7 Т4d7 39. Т:d7 Т:d7 40. Тc8 Тd8 41. Дa8!! (диаграма 2). Черните се предават.
|   | a | b | c | d | e | f | g | h |   |
| 8 | черна пешка на бяло поле b7 · черен топ на бяло поле h7 · бял цар на бяло поле c6 · черен цар на бяло поле e6 · бял топ на бяло поле b5 · бяла пешка на бяло поле f5 · бяла пешка на черно поле a3 · бяла пешка на черно поле b2 | черна пешка на бяло поле b7 · черен топ на бяло поле h7 · бял цар на бяло поле c6 · черен цар на бяло поле e6 · бял топ на бяло поле b5 · бяла пешка на бяло поле f5 · бяла пешка на черно поле a3 · бяла пешка на черно поле b2 | черна пешка на бяло поле b7 · черен топ на бяло поле h7 · бял цар на бяло поле c6 · черен цар на бяло поле e6 · бял топ на бяло поле b5 · бяла пешка на бяло поле f5 · бяла пешка на черно поле a3 · бяла пешка на черно поле b2 | черна пешка на бяло поле b7 · черен топ на бяло поле h7 · бял цар на бяло поле c6 · черен цар на бяло поле e6 · бял топ на бяло поле b5 · бяла пешка на бяло поле f5 · бяла пешка на черно поле a3 · бяла пешка на черно поле b2 | черна пешка на бяло поле b7 · черен топ на бяло поле h7 · бял цар на бяло поле c6 · черен цар на бяло поле e6 · бял топ на бяло поле b5 · бяла пешка на бяло поле f5 · бяла пешка на черно поле a3 · бяла пешка на черно поле b2 | черна пешка на бяло поле b7 · черен топ на бяло поле h7 · бял цар на бяло поле c6 · черен цар на бяло поле e6 · бял топ на бяло поле b5 · бяла пешка на бяло поле f5 · бяла пешка на черно поле a3 · бяла пешка на черно поле b2 | черна пешка на бяло поле b7 · черен топ на бяло поле h7 · бял цар на бяло поле c6 · черен цар на бяло поле e6 · бял топ на бяло поле b5 · бяла пешка на бяло поле f5 · бяла пешка на черно поле a3 · бяла пешка на черно поле b2 | черна пешка на бяло поле b7 · черен топ на бяло поле h7 · бял цар на бяло поле c6 · черен цар на бяло поле e6 · бял топ на бяло поле b5 · бяла пешка на бяло поле f5 · бяла пешка на черно поле a3 · бяла пешка на черно поле b2 | 8 |
| 7 | черна пешка на бяло поле b7 · черен топ на бяло поле h7 · бял цар на бяло поле c6 · черен цар на бяло поле e6 · бял топ на бяло поле b5 · бяла пешка на бяло поле f5 · бяла пешка на черно поле a3 · бяла пешка на черно поле b2 | черна пешка на бяло поле b7 · черен топ на бяло поле h7 · бял цар на бяло поле c6 · черен цар на бяло поле e6 · бял топ на бяло поле b5 · бяла пешка на бяло поле f5 · бяла пешка на черно поле a3 · бяла пешка на черно поле b2 | черна пешка на бяло поле b7 · черен топ на бяло поле h7 · бял цар на бяло поле c6 · черен цар на бяло поле e6 · бял топ на бяло поле b5 · бяла пешка на бяло поле f5 · бяла пешка на черно поле a3 · бяла пешка на черно поле b2 | черна пешка на бяло поле b7 · черен топ на бяло поле h7 · бял цар на бяло поле c6 · черен цар на бяло поле e6 · бял топ на бяло поле b5 · бяла пешка на бяло поле f5 · бяла пешка на черно поле a3 · бяла пешка на черно поле b2 | черна пешка на бяло поле b7 · черен топ на бяло поле h7 · бял цар на бяло поле c6 · черен цар на бяло поле e6 · бял топ на бяло поле b5 · бяла пешка на бяло поле f5 · бяла пешка на черно поле a3 · бяла пешка на черно поле b2 | черна пешка на бяло поле b7 · черен топ на бяло поле h7 · бял цар на бяло поле c6 · черен цар на бяло поле e6 · бял топ на бяло поле b5 · бяла пешка на бяло поле f5 · бяла пешка на черно поле a3 · бяла пешка на черно поле b2 | черна пешка на бяло поле b7 · черен топ на бяло поле h7 · бял цар на бяло поле c6 · черен цар на бяло поле e6 · бял топ на бяло поле b5 · бяла пешка на бяло поле f5 · бяла пешка на черно поле a3 · бяла пешка на черно поле b2 | черна пешка на бяло поле b7 · черен топ на бяло поле h7 · бял цар на бяло поле c6 · черен цар на бяло поле e6 · бял топ на бяло поле b5 · бяла пешка на бяло поле f5 · бяла пешка на черно поле a3 · бяла пешка на черно поле b2 | 7 |
| 6 | черна пешка на бяло поле b7 · черен топ на бяло поле h7 · бял цар на бяло поле c6 · черен цар на бяло поле e6 · бял топ на бяло поле b5 · бяла пешка на бяло поле f5 · бяла пешка на черно поле a3 · бяла пешка на черно поле b2 | черна пешка на бяло поле b7 · черен топ на бяло поле h7 · бял цар на бяло поле c6 · черен цар на бяло поле e6 · бял топ на бяло поле b5 · бяла пешка на бяло поле f5 · бяла пешка на черно поле a3 · бяла пешка на черно поле b2 | черна пешка на бяло поле b7 · черен топ на бяло поле h7 · бял цар на бяло поле c6 · черен цар на бяло поле e6 · бял топ на бяло поле b5 · бяла пешка на бяло поле f5 · бяла пешка на черно поле a3 · бяла пешка на черно поле b2 | черна пешка на бяло поле b7 · черен топ на бяло поле h7 · бял цар на бяло поле c6 · черен цар на бяло поле e6 · бял топ на бяло поле b5 · бяла пешка на бяло поле f5 · бяла пешка на черно поле a3 · бяла пешка на черно поле b2 | черна пешка на бяло поле b7 · черен топ на бяло поле h7 · бял цар на бяло поле c6 · черен цар на бяло поле e6 · бял топ на бяло поле b5 · бяла пешка на бяло поле f5 · бяла пешка на черно поле a3 · бяла пешка на черно поле b2 | черна пешка на бяло поле b7 · черен топ на бяло поле h7 · бял цар на бяло поле c6 · черен цар на бяло поле e6 · бял топ на бяло поле b5 · бяла пешка на бяло поле f5 · бяла пешка на черно поле a3 · бяла пешка на черно поле b2 | черна пешка на бяло поле b7 · черен топ на бяло поле h7 · бял цар на бяло поле c6 · черен цар на бяло поле e6 · бял топ на бяло поле b5 · бяла пешка на бяло поле f5 · бяла пешка на черно поле a3 · бяла пешка на черно поле b2 | черна пешка на бяло поле b7 · черен топ на бяло поле h7 · бял цар на бяло поле c6 · черен цар на бяло поле e6 · бял топ на бяло поле b5 · бяла пешка на бяло поле f5 · бяла пешка на черно поле a3 · бяла пешка на черно поле b2 | 6 |
| 5 | черна пешка на бяло поле b7 · черен топ на бяло поле h7 · бял цар на бяло поле c6 · черен цар на бяло поле e6 · бял топ на бяло поле b5 · бяла пешка на бяло поле f5 · бяла пешка на черно поле a3 · бяла пешка на черно поле b2 | черна пешка на бяло поле b7 · черен топ на бяло поле h7 · бял цар на бяло поле c6 · черен цар на бяло поле e6 · бял топ на бяло поле b5 · бяла пешка на бяло поле f5 · бяла пешка на черно поле a3 · бяла пешка на черно поле b2 | черна пешка на бяло поле b7 · черен топ на бяло поле h7 · бял цар на бяло поле c6 · черен цар на бяло поле e6 · бял топ на бяло поле b5 · бяла пешка на бяло поле f5 · бяла пешка на черно поле a3 · бяла пешка на черно поле b2 | черна пешка на бяло поле b7 · черен топ на бяло поле h7 · бял цар на бяло поле c6 · черен цар на бяло поле e6 · бял топ на бяло поле b5 · бяла пешка на бяло поле f5 · бяла пешка на черно поле a3 · бяла пешка на черно поле b2 | черна пешка на бяло поле b7 · черен топ на бяло поле h7 · бял цар на бяло поле c6 · черен цар на бяло поле e6 · бял топ на бяло поле b5 · бяла пешка на бяло поле f5 · бяла пешка на черно поле a3 · бяла пешка на черно поле b2 | черна пешка на бяло поле b7 · черен топ на бяло поле h7 · бял цар на бяло поле c6 · черен цар на бяло поле e6 · бял топ на бяло поле b5 · бяла пешка на бяло поле f5 · бяла пешка на черно поле a3 · бяла пешка на черно поле b2 | черна пешка на бяло поле b7 · черен топ на бяло поле h7 · бял цар на бяло поле c6 · черен цар на бяло поле e6 · бял топ на бяло поле b5 · бяла пешка на бяло поле f5 · бяла пешка на черно поле a3 · бяла пешка на черно поле b2 | черна пешка на бяло поле b7 · черен топ на бяло поле h7 · бял цар на бяло поле c6 · черен цар на бяло поле e6 · бял топ на бяло поле b5 · бяла пешка на бяло поле f5 · бяла пешка на черно поле a3 · бяла пешка на черно поле b2 | 5 |
| 4 | черна пешка на бяло поле b7 · черен топ на бяло поле h7 · бял цар на бяло поле c6 · черен цар на бяло поле e6 · бял топ на бяло поле b5 · бяла пешка на бяло поле f5 · бяла пешка на черно поле a3 · бяла пешка на черно поле b2 | черна пешка на бяло поле b7 · черен топ на бяло поле h7 · бял цар на бяло поле c6 · черен цар на бяло поле e6 · бял топ на бяло поле b5 · бяла пешка на бяло поле f5 · бяла пешка на черно поле a3 · бяла пешка на черно поле b2 | черна пешка на бяло поле b7 · черен топ на бяло поле h7 · бял цар на бяло поле c6 · черен цар на бяло поле e6 · бял топ на бяло поле b5 · бяла пешка на бяло поле f5 · бяла пешка на черно поле a3 · бяла пешка на черно поле b2 | черна пешка на бяло поле b7 · черен топ на бяло поле h7 · бял цар на бяло поле c6 · черен цар на бяло поле e6 · бял топ на бяло поле b5 · бяла пешка на бяло поле f5 · бяла пешка на черно поле a3 · бяла пешка на черно поле b2 | черна пешка на бяло поле b7 · черен топ на бяло поле h7 · бял цар на бяло поле c6 · черен цар на бяло поле e6 · бял топ на бяло поле b5 · бяла пешка на бяло поле f5 · бяла пешка на черно поле a3 · бяла пешка на черно поле b2 | черна пешка на бяло поле b7 · черен топ на бяло поле h7 · бял цар на бяло поле c6 · черен цар на бяло поле e6 · бял топ на бяло поле b5 · бяла пешка на бяло поле f5 · бяла пешка на черно поле a3 · бяла пешка на черно поле b2 | черна пешка на бяло поле b7 · черен топ на бяло поле h7 · бял цар на бяло поле c6 · черен цар на бяло поле e6 · бял топ на бяло поле b5 · бяла пешка на бяло поле f5 · бяла пешка на черно поле a3 · бяла пешка на черно поле b2 | черна пешка на бяло поле b7 · черен топ на бяло поле h7 · бял цар на бяло поле c6 · черен цар на бяло поле e6 · бял топ на бяло поле b5 · бяла пешка на бяло поле f5 · бяла пешка на черно поле a3 · бяла пешка на черно поле b2 | 4 |
| 3 | черна пешка на бяло поле b7 · черен топ на бяло поле h7 · бял цар на бяло поле c6 · черен цар на бяло поле e6 · бял топ на бяло поле b5 · бяла пешка на бяло поле f5 · бяла пешка на черно поле a3 · бяла пешка на черно поле b2 | черна пешка на бяло поле b7 · черен топ на бяло поле h7 · бял цар на бяло поле c6 · черен цар на бяло поле e6 · бял топ на бяло поле b5 · бяла пешка на бяло поле f5 · бяла пешка на черно поле a3 · бяла пешка на черно поле b2 | черна пешка на бяло поле b7 · черен топ на бяло поле h7 · бял цар на бяло поле c6 · черен цар на бяло поле e6 · бял топ на бяло поле b5 · бяла пешка на бяло поле f5 · бяла пешка на черно поле a3 · бяла пешка на черно поле b2 | черна пешка на бяло поле b7 · черен топ на бяло поле h7 · бял цар на бяло поле c6 · черен цар на бяло поле e6 · бял топ на бяло поле b5 · бяла пешка на бяло поле f5 · бяла пешка на черно поле a3 · бяла пешка на черно поле b2 | черна пешка на бяло поле b7 · черен топ на бяло поле h7 · бял цар на бяло поле c6 · черен цар на бяло поле e6 · бял топ на бяло поле b5 · бяла пешка на бяло поле f5 · бяла пешка на черно поле a3 · бяла пешка на черно поле b2 | черна пешка на бяло поле b7 · черен топ на бяло поле h7 · бял цар на бяло поле c6 · черен цар на бяло поле e6 · бял топ на бяло поле b5 · бяла пешка на бяло поле f5 · бяла пешка на черно поле a3 · бяла пешка на черно поле b2 | черна пешка на бяло поле b7 · черен топ на бяло поле h7 · бял цар на бяло поле c6 · черен цар на бяло поле e6 · бял топ на бяло поле b5 · бяла пешка на бяло поле f5 · бяла пешка на черно поле a3 · бяла пешка на черно поле b2 | черна пешка на бяло поле b7 · черен топ на бяло поле h7 · бял цар на бяло поле c6 · черен цар на бяло поле e6 · бял топ на бяло поле b5 · бяла пешка на бяло поле f5 · бяла пешка на черно поле a3 · бяла пешка на черно поле b2 | 3 |
| 2 | черна пешка на бяло поле b7 · черен топ на бяло поле h7 · бял цар на бяло поле c6 · черен цар на бяло поле e6 · бял топ на бяло поле b5 · бяла пешка на бяло поле f5 · бяла пешка на черно поле a3 · бяла пешка на черно поле b2 | черна пешка на бяло поле b7 · черен топ на бяло поле h7 · бял цар на бяло поле c6 · черен цар на бяло поле e6 · бял топ на бяло поле b5 · бяла пешка на бяло поле f5 · бяла пешка на черно поле a3 · бяла пешка на черно поле b2 | черна пешка на бяло поле b7 · черен топ на бяло поле h7 · бял цар на бяло поле c6 · черен цар на бяло поле e6 · бял топ на бяло поле b5 · бяла пешка на бяло поле f5 · бяла пешка на черно поле a3 · бяла пешка на черно поле b2 | черна пешка на бяло поле b7 · черен топ на бяло поле h7 · бял цар на бяло поле c6 · черен цар на бяло поле e6 · бял топ на бяло поле b5 · бяла пешка на бяло поле f5 · бяла пешка на черно поле a3 · бяла пешка на черно поле b2 | черна пешка на бяло поле b7 · черен топ на бяло поле h7 · бял цар на бяло поле c6 · черен цар на бяло поле e6 · бял топ на бяло поле b5 · бяла пешка на бяло поле f5 · бяла пешка на черно поле a3 · бяла пешка на черно поле b2 | черна пешка на бяло поле b7 · черен топ на бяло поле h7 · бял цар на бяло поле c6 · черен цар на бяло поле e6 · бял топ на бяло поле b5 · бяла пешка на бяло поле f5 · бяла пешка на черно поле a3 · бяла пешка на черно поле b2 | черна пешка на бяло поле b7 · черен топ на бяло поле h7 · бял цар на бяло поле c6 · черен цар на бяло поле e6 · бял топ на бяло поле b5 · бяла пешка на бяло поле f5 · бяла пешка на черно поле a3 · бяла пешка на черно поле b2 | черна пешка на бяло поле b7 · черен топ на бяло поле h7 · бял цар на бяло поле c6 · черен цар на бяло поле e6 · бял топ на бяло поле b5 · бяла пешка на бяло поле f5 · бяла пешка на черно поле a3 · бяла пешка на черно поле b2 | 2 |
| 1 | черна пешка на бяло поле b7 · черен топ на бяло поле h7 · бял цар на бяло поле c6 · черен цар на бяло поле e6 · бял топ на бяло поле b5 · бяла пешка на бяло поле f5 · бяла пешка на черно поле a3 · бяла пешка на черно поле b2 | черна пешка на бяло поле b7 · черен топ на бяло поле h7 · бял цар на бяло поле c6 · черен цар на бяло поле e6 · бял топ на бяло поле b5 · бяла пешка на бяло поле f5 · бяла пешка на черно поле a3 · бяла пешка на черно поле b2 | черна пешка на бяло поле b7 · черен топ на бяло поле h7 · бял цар на бяло поле c6 · черен цар на бяло поле e6 · бял топ на бяло поле b5 · бяла пешка на бяло поле f5 · бяла пешка на черно поле a3 · бяла пешка на черно поле b2 | черна пешка на бяло поле b7 · черен топ на бяло поле h7 · бял цар на бяло поле c6 · черен цар на бяло поле e6 · бял топ на бяло поле b5 · бяла пешка на бяло поле f5 · бяла пешка на черно поле a3 · бяла пешка на черно поле b2 | черна пешка на бяло поле b7 · черен топ на бяло поле h7 · бял цар на бяло поле c6 · черен цар на бяло поле e6 · бял топ на бяло поле b5 · бяла пешка на бяло поле f5 · бяла пешка на черно поле a3 · бяла пешка на черно поле b2 | черна пешка на бяло поле b7 · черен топ на бяло поле h7 · бял цар на бяло поле c6 · черен цар на бяло поле e6 · бял топ на бяло поле b5 · бяла пешка на бяло поле f5 · бяла пешка на черно поле a3 · бяла пешка на черно поле b2 | черна пешка на бяло поле b7 · черен топ на бяло поле h7 · бял цар на бяло поле c6 · черен цар на бяло поле e6 · бял топ на бяло поле b5 · бяла пешка на бяло поле f5 · бяла пешка на черно поле a3 · бяла пешка на черно поле b2 | черна пешка на бяло поле b7 · черен топ на бяло поле h7 · бял цар на бяло поле c6 · черен цар на бяло поле e6 · бял топ на бяло поле b5 · бяла пешка на бяло поле f5 · бяла пешка на черно поле a3 · бяла пешка на черно поле b2 | 1 |
|   | a | b | c | d | e | f | g | h |   |

|   | a | b | c | d | e | f | g | h |   |
| 8 | черен цар на бяло поле g8 · черна пешка на черно поле g7 · черна пешка на бяло поле h7 · черен топ на бяло поле c6 · черен офицер на черно поле f6 · черна пешка на бяло поле b5 · черна пешка на бяло поле d5 · бяла пешка на черно поле c3 · бял офицер на черно поле e3 · бяла пешка на черно поле g3 · бяла пешка на черно поле b2 · бял топ на черно поле f2 · бяла пешка на черно поле h2 · бял цар на черно поле g1 | черен цар на бяло поле g8 · черна пешка на черно поле g7 · черна пешка на бяло поле h7 · черен топ на бяло поле c6 · черен офицер на черно поле f6 · черна пешка на бяло поле b5 · черна пешка на бяло поле d5 · бяла пешка на черно поле c3 · бял офицер на черно поле e3 · бяла пешка на черно поле g3 · бяла пешка на черно поле b2 · бял топ на черно поле f2 · бяла пешка на черно поле h2 · бял цар на черно поле g1 | черен цар на бяло поле g8 · черна пешка на черно поле g7 · черна пешка на бяло поле h7 · черен топ на бяло поле c6 · черен офицер на черно поле f6 · черна пешка на бяло поле b5 · черна пешка на бяло поле d5 · бяла пешка на черно поле c3 · бял офицер на черно поле e3 · бяла пешка на черно поле g3 · бяла пешка на черно поле b2 · бял топ на черно поле f2 · бяла пешка на черно поле h2 · бял цар на черно поле g1 | черен цар на бяло поле g8 · черна пешка на черно поле g7 · черна пешка на бяло поле h7 · черен топ на бяло поле c6 · черен офицер на черно поле f6 · черна пешка на бяло поле b5 · черна пешка на бяло поле d5 · бяла пешка на черно поле c3 · бял офицер на черно поле e3 · бяла пешка на черно поле g3 · бяла пешка на черно поле b2 · бял топ на черно поле f2 · бяла пешка на черно поле h2 · бял цар на черно поле g1 | черен цар на бяло поле g8 · черна пешка на черно поле g7 · черна пешка на бяло поле h7 · черен топ на бяло поле c6 · черен офицер на черно поле f6 · черна пешка на бяло поле b5 · черна пешка на бяло поле d5 · бяла пешка на черно поле c3 · бял офицер на черно поле e3 · бяла пешка на черно поле g3 · бяла пешка на черно поле b2 · бял топ на черно поле f2 · бяла пешка на черно поле h2 · бял цар на черно поле g1 | черен цар на бяло поле g8 · черна пешка на черно поле g7 · черна пешка на бяло поле h7 · черен топ на бяло поле c6 · черен офицер на черно поле f6 · черна пешка на бяло поле b5 · черна пешка на бяло поле d5 · бяла пешка на черно поле c3 · бял офицер на черно поле e3 · бяла пешка на черно поле g3 · бяла пешка на черно поле b2 · бял топ на черно поле f2 · бяла пешка на черно поле h2 · бял цар на черно поле g1 | черен цар на бяло поле g8 · черна пешка на черно поле g7 · черна пешка на бяло поле h7 · черен топ на бяло поле c6 · черен офицер на черно поле f6 · черна пешка на бяло поле b5 · черна пешка на бяло поле d5 · бяла пешка на черно поле c3 · бял офицер на черно поле e3 · бяла пешка на черно поле g3 · бяла пешка на черно поле b2 · бял топ на черно поле f2 · бяла пешка на черно поле h2 · бял цар на черно поле g1 | черен цар на бяло поле g8 · черна пешка на черно поле g7 · черна пешка на бяло поле h7 · черен топ на бяло поле c6 · черен офицер на черно поле f6 · черна пешка на бяло поле b5 · черна пешка на бяло поле d5 · бяла пешка на черно поле c3 · бял офицер на черно поле e3 · бяла пешка на черно поле g3 · бяла пешка на черно поле b2 · бял топ на черно поле f2 · бяла пешка на черно поле h2 · бял цар на черно поле g1 | 8 |
| 7 | черен цар на бяло поле g8 · черна пешка на черно поле g7 · черна пешка на бяло поле h7 · черен топ на бяло поле c6 · черен офицер на черно поле f6 · черна пешка на бяло поле b5 · черна пешка на бяло поле d5 · бяла пешка на черно поле c3 · бял офицер на черно поле e3 · бяла пешка на черно поле g3 · бяла пешка на черно поле b2 · бял топ на черно поле f2 · бяла пешка на черно поле h2 · бял цар на черно поле g1 | черен цар на бяло поле g8 · черна пешка на черно поле g7 · черна пешка на бяло поле h7 · черен топ на бяло поле c6 · черен офицер на черно поле f6 · черна пешка на бяло поле b5 · черна пешка на бяло поле d5 · бяла пешка на черно поле c3 · бял офицер на черно поле e3 · бяла пешка на черно поле g3 · бяла пешка на черно поле b2 · бял топ на черно поле f2 · бяла пешка на черно поле h2 · бял цар на черно поле g1 | черен цар на бяло поле g8 · черна пешка на черно поле g7 · черна пешка на бяло поле h7 · черен топ на бяло поле c6 · черен офицер на черно поле f6 · черна пешка на бяло поле b5 · черна пешка на бяло поле d5 · бяла пешка на черно поле c3 · бял офицер на черно поле e3 · бяла пешка на черно поле g3 · бяла пешка на черно поле b2 · бял топ на черно поле f2 · бяла пешка на черно поле h2 · бял цар на черно поле g1 | черен цар на бяло поле g8 · черна пешка на черно поле g7 · черна пешка на бяло поле h7 · черен топ на бяло поле c6 · черен офицер на черно поле f6 · черна пешка на бяло поле b5 · черна пешка на бяло поле d5 · бяла пешка на черно поле c3 · бял офицер на черно поле e3 · бяла пешка на черно поле g3 · бяла пешка на черно поле b2 · бял топ на черно поле f2 · бяла пешка на черно поле h2 · бял цар на черно поле g1 | черен цар на бяло поле g8 · черна пешка на черно поле g7 · черна пешка на бяло поле h7 · черен топ на бяло поле c6 · черен офицер на черно поле f6 · черна пешка на бяло поле b5 · черна пешка на бяло поле d5 · бяла пешка на черно поле c3 · бял офицер на черно поле e3 · бяла пешка на черно поле g3 · бяла пешка на черно поле b2 · бял топ на черно поле f2 · бяла пешка на черно поле h2 · бял цар на черно поле g1 | черен цар на бяло поле g8 · черна пешка на черно поле g7 · черна пешка на бяло поле h7 · черен топ на бяло поле c6 · черен офицер на черно поле f6 · черна пешка на бяло поле b5 · черна пешка на бяло поле d5 · бяла пешка на черно поле c3 · бял офицер на черно поле e3 · бяла пешка на черно поле g3 · бяла пешка на черно поле b2 · бял топ на черно поле f2 · бяла пешка на черно поле h2 · бял цар на черно поле g1 | черен цар на бяло поле g8 · черна пешка на черно поле g7 · черна пешка на бяло поле h7 · черен топ на бяло поле c6 · черен офицер на черно поле f6 · черна пешка на бяло поле b5 · черна пешка на бяло поле d5 · бяла пешка на черно поле c3 · бял офицер на черно поле e3 · бяла пешка на черно поле g3 · бяла пешка на черно поле b2 · бял топ на черно поле f2 · бяла пешка на черно поле h2 · бял цар на черно поле g1 | черен цар на бяло поле g8 · черна пешка на черно поле g7 · черна пешка на бяло поле h7 · черен топ на бяло поле c6 · черен офицер на черно поле f6 · черна пешка на бяло поле b5 · черна пешка на бяло поле d5 · бяла пешка на черно поле c3 · бял офицер на черно поле e3 · бяла пешка на черно поле g3 · бяла пешка на черно поле b2 · бял топ на черно поле f2 · бяла пешка на черно поле h2 · бял цар на черно поле g1 | 7 |
| 6 | черен цар на бяло поле g8 · черна пешка на черно поле g7 · черна пешка на бяло поле h7 · черен топ на бяло поле c6 · черен офицер на черно поле f6 · черна пешка на бяло поле b5 · черна пешка на бяло поле d5 · бяла пешка на черно поле c3 · бял офицер на черно поле e3 · бяла пешка на черно поле g3 · бяла пешка на черно поле b2 · бял топ на черно поле f2 · бяла пешка на черно поле h2 · бял цар на черно поле g1 | черен цар на бяло поле g8 · черна пешка на черно поле g7 · черна пешка на бяло поле h7 · черен топ на бяло поле c6 · черен офицер на черно поле f6 · черна пешка на бяло поле b5 · черна пешка на бяло поле d5 · бяла пешка на черно поле c3 · бял офицер на черно поле e3 · бяла пешка на черно поле g3 · бяла пешка на черно поле b2 · бял топ на черно поле f2 · бяла пешка на черно поле h2 · бял цар на черно поле g1 | черен цар на бяло поле g8 · черна пешка на черно поле g7 · черна пешка на бяло поле h7 · черен топ на бяло поле c6 · черен офицер на черно поле f6 · черна пешка на бяло поле b5 · черна пешка на бяло поле d5 · бяла пешка на черно поле c3 · бял офицер на черно поле e3 · бяла пешка на черно поле g3 · бяла пешка на черно поле b2 · бял топ на черно поле f2 · бяла пешка на черно поле h2 · бял цар на черно поле g1 | черен цар на бяло поле g8 · черна пешка на черно поле g7 · черна пешка на бяло поле h7 · черен топ на бяло поле c6 · черен офицер на черно поле f6 · черна пешка на бяло поле b5 · черна пешка на бяло поле d5 · бяла пешка на черно поле c3 · бял офицер на черно поле e3 · бяла пешка на черно поле g3 · бяла пешка на черно поле b2 · бял топ на черно поле f2 · бяла пешка на черно поле h2 · бял цар на черно поле g1 | черен цар на бяло поле g8 · черна пешка на черно поле g7 · черна пешка на бяло поле h7 · черен топ на бяло поле c6 · черен офицер на черно поле f6 · черна пешка на бяло поле b5 · черна пешка на бяло поле d5 · бяла пешка на черно поле c3 · бял офицер на черно поле e3 · бяла пешка на черно поле g3 · бяла пешка на черно поле b2 · бял топ на черно поле f2 · бяла пешка на черно поле h2 · бял цар на черно поле g1 | черен цар на бяло поле g8 · черна пешка на черно поле g7 · черна пешка на бяло поле h7 · черен топ на бяло поле c6 · черен офицер на черно поле f6 · черна пешка на бяло поле b5 · черна пешка на бяло поле d5 · бяла пешка на черно поле c3 · бял офицер на черно поле e3 · бяла пешка на черно поле g3 · бяла пешка на черно поле b2 · бял топ на черно поле f2 · бяла пешка на черно поле h2 · бял цар на черно поле g1 | черен цар на бяло поле g8 · черна пешка на черно поле g7 · черна пешка на бяло поле h7 · черен топ на бяло поле c6 · черен офицер на черно поле f6 · черна пешка на бяло поле b5 · черна пешка на бяло поле d5 · бяла пешка на черно поле c3 · бял офицер на черно поле e3 · бяла пешка на черно поле g3 · бяла пешка на черно поле b2 · бял топ на черно поле f2 · бяла пешка на черно поле h2 · бял цар на черно поле g1 | черен цар на бяло поле g8 · черна пешка на черно поле g7 · черна пешка на бяло поле h7 · черен топ на бяло поле c6 · черен офицер на черно поле f6 · черна пешка на бяло поле b5 · черна пешка на бяло поле d5 · бяла пешка на черно поле c3 · бял офицер на черно поле e3 · бяла пешка на черно поле g3 · бяла пешка на черно поле b2 · бял топ на черно поле f2 · бяла пешка на черно поле h2 · бял цар на черно поле g1 | 6 |
| 5 | черен цар на бяло поле g8 · черна пешка на черно поле g7 · черна пешка на бяло поле h7 · черен топ на бяло поле c6 · черен офицер на черно поле f6 · черна пешка на бяло поле b5 · черна пешка на бяло поле d5 · бяла пешка на черно поле c3 · бял офицер на черно поле e3 · бяла пешка на черно поле g3 · бяла пешка на черно поле b2 · бял топ на черно поле f2 · бяла пешка на черно поле h2 · бял цар на черно поле g1 | черен цар на бяло поле g8 · черна пешка на черно поле g7 · черна пешка на бяло поле h7 · черен топ на бяло поле c6 · черен офицер на черно поле f6 · черна пешка на бяло поле b5 · черна пешка на бяло поле d5 · бяла пешка на черно поле c3 · бял офицер на черно поле e3 · бяла пешка на черно поле g3 · бяла пешка на черно поле b2 · бял топ на черно поле f2 · бяла пешка на черно поле h2 · бял цар на черно поле g1 | черен цар на бяло поле g8 · черна пешка на черно поле g7 · черна пешка на бяло поле h7 · черен топ на бяло поле c6 · черен офицер на черно поле f6 · черна пешка на бяло поле b5 · черна пешка на бяло поле d5 · бяла пешка на черно поле c3 · бял офицер на черно поле e3 · бяла пешка на черно поле g3 · бяла пешка на черно поле b2 · бял топ на черно поле f2 · бяла пешка на черно поле h2 · бял цар на черно поле g1 | черен цар на бяло поле g8 · черна пешка на черно поле g7 · черна пешка на бяло поле h7 · черен топ на бяло поле c6 · черен офицер на черно поле f6 · черна пешка на бяло поле b5 · черна пешка на бяло поле d5 · бяла пешка на черно поле c3 · бял офицер на черно поле e3 · бяла пешка на черно поле g3 · бяла пешка на черно поле b2 · бял топ на черно поле f2 · бяла пешка на черно поле h2 · бял цар на черно поле g1 | черен цар на бяло поле g8 · черна пешка на черно поле g7 · черна пешка на бяло поле h7 · черен топ на бяло поле c6 · черен офицер на черно поле f6 · черна пешка на бяло поле b5 · черна пешка на бяло поле d5 · бяла пешка на черно поле c3 · бял офицер на черно поле e3 · бяла пешка на черно поле g3 · бяла пешка на черно поле b2 · бял топ на черно поле f2 · бяла пешка на черно поле h2 · бял цар на черно поле g1 | черен цар на бяло поле g8 · черна пешка на черно поле g7 · черна пешка на бяло поле h7 · черен топ на бяло поле c6 · черен офицер на черно поле f6 · черна пешка на бяло поле b5 · черна пешка на бяло поле d5 · бяла пешка на черно поле c3 · бял офицер на черно поле e3 · бяла пешка на черно поле g3 · бяла пешка на черно поле b2 · бял топ на черно поле f2 · бяла пешка на черно поле h2 · бял цар на черно поле g1 | черен цар на бяло поле g8 · черна пешка на черно поле g7 · черна пешка на бяло поле h7 · черен топ на бяло поле c6 · черен офицер на черно поле f6 · черна пешка на бяло поле b5 · черна пешка на бяло поле d5 · бяла пешка на черно поле c3 · бял офицер на черно поле e3 · бяла пешка на черно поле g3 · бяла пешка на черно поле b2 · бял топ на черно поле f2 · бяла пешка на черно поле h2 · бял цар на черно поле g1 | черен цар на бяло поле g8 · черна пешка на черно поле g7 · черна пешка на бяло поле h7 · черен топ на бяло поле c6 · черен офицер на черно поле f6 · черна пешка на бяло поле b5 · черна пешка на бяло поле d5 · бяла пешка на черно поле c3 · бял офицер на черно поле e3 · бяла пешка на черно поле g3 · бяла пешка на черно поле b2 · бял топ на черно поле f2 · бяла пешка на черно поле h2 · бял цар на черно поле g1 | 5 |
| 4 | черен цар на бяло поле g8 · черна пешка на черно поле g7 · черна пешка на бяло поле h7 · черен топ на бяло поле c6 · черен офицер на черно поле f6 · черна пешка на бяло поле b5 · черна пешка на бяло поле d5 · бяла пешка на черно поле c3 · бял офицер на черно поле e3 · бяла пешка на черно поле g3 · бяла пешка на черно поле b2 · бял топ на черно поле f2 · бяла пешка на черно поле h2 · бял цар на черно поле g1 | черен цар на бяло поле g8 · черна пешка на черно поле g7 · черна пешка на бяло поле h7 · черен топ на бяло поле c6 · черен офицер на черно поле f6 · черна пешка на бяло поле b5 · черна пешка на бяло поле d5 · бяла пешка на черно поле c3 · бял офицер на черно поле e3 · бяла пешка на черно поле g3 · бяла пешка на черно поле b2 · бял топ на черно поле f2 · бяла пешка на черно поле h2 · бял цар на черно поле g1 | черен цар на бяло поле g8 · черна пешка на черно поле g7 · черна пешка на бяло поле h7 · черен топ на бяло поле c6 · черен офицер на черно поле f6 · черна пешка на бяло поле b5 · черна пешка на бяло поле d5 · бяла пешка на черно поле c3 · бял офицер на черно поле e3 · бяла пешка на черно поле g3 · бяла пешка на черно поле b2 · бял топ на черно поле f2 · бяла пешка на черно поле h2 · бял цар на черно поле g1 | черен цар на бяло поле g8 · черна пешка на черно поле g7 · черна пешка на бяло поле h7 · черен топ на бяло поле c6 · черен офицер на черно поле f6 · черна пешка на бяло поле b5 · черна пешка на бяло поле d5 · бяла пешка на черно поле c3 · бял офицер на черно поле e3 · бяла пешка на черно поле g3 · бяла пешка на черно поле b2 · бял топ на черно поле f2 · бяла пешка на черно поле h2 · бял цар на черно поле g1 | черен цар на бяло поле g8 · черна пешка на черно поле g7 · черна пешка на бяло поле h7 · черен топ на бяло поле c6 · черен офицер на черно поле f6 · черна пешка на бяло поле b5 · черна пешка на бяло поле d5 · бяла пешка на черно поле c3 · бял офицер на черно поле e3 · бяла пешка на черно поле g3 · бяла пешка на черно поле b2 · бял топ на черно поле f2 · бяла пешка на черно поле h2 · бял цар на черно поле g1 | черен цар на бяло поле g8 · черна пешка на черно поле g7 · черна пешка на бяло поле h7 · черен топ на бяло поле c6 · черен офицер на черно поле f6 · черна пешка на бяло поле b5 · черна пешка на бяло поле d5 · бяла пешка на черно поле c3 · бял офицер на черно поле e3 · бяла пешка на черно поле g3 · бяла пешка на черно поле b2 · бял топ на черно поле f2 · бяла пешка на черно поле h2 · бял цар на черно поле g1 | черен цар на бяло поле g8 · черна пешка на черно поле g7 · черна пешка на бяло поле h7 · черен топ на бяло поле c6 · черен офицер на черно поле f6 · черна пешка на бяло поле b5 · черна пешка на бяло поле d5 · бяла пешка на черно поле c3 · бял офицер на черно поле e3 · бяла пешка на черно поле g3 · бяла пешка на черно поле b2 · бял топ на черно поле f2 · бяла пешка на черно поле h2 · бял цар на черно поле g1 | черен цар на бяло поле g8 · черна пешка на черно поле g7 · черна пешка на бяло поле h7 · черен топ на бяло поле c6 · черен офицер на черно поле f6 · черна пешка на бяло поле b5 · черна пешка на бяло поле d5 · бяла пешка на черно поле c3 · бял офицер на черно поле e3 · бяла пешка на черно поле g3 · бяла пешка на черно поле b2 · бял топ на черно поле f2 · бяла пешка на черно поле h2 · бял цар на черно поле g1 | 4 |
| 3 | черен цар на бяло поле g8 · черна пешка на черно поле g7 · черна пешка на бяло поле h7 · черен топ на бяло поле c6 · черен офицер на черно поле f6 · черна пешка на бяло поле b5 · черна пешка на бяло поле d5 · бяла пешка на черно поле c3 · бял офицер на черно поле e3 · бяла пешка на черно поле g3 · бяла пешка на черно поле b2 · бял топ на черно поле f2 · бяла пешка на черно поле h2 · бял цар на черно поле g1 | черен цар на бяло поле g8 · черна пешка на черно поле g7 · черна пешка на бяло поле h7 · черен топ на бяло поле c6 · черен офицер на черно поле f6 · черна пешка на бяло поле b5 · черна пешка на бяло поле d5 · бяла пешка на черно поле c3 · бял офицер на черно поле e3 · бяла пешка на черно поле g3 · бяла пешка на черно поле b2 · бял топ на черно поле f2 · бяла пешка на черно поле h2 · бял цар на черно поле g1 | черен цар на бяло поле g8 · черна пешка на черно поле g7 · черна пешка на бяло поле h7 · черен топ на бяло поле c6 · черен офицер на черно поле f6 · черна пешка на бяло поле b5 · черна пешка на бяло поле d5 · бяла пешка на черно поле c3 · бял офицер на черно поле e3 · бяла пешка на черно поле g3 · бяла пешка на черно поле b2 · бял топ на черно поле f2 · бяла пешка на черно поле h2 · бял цар на черно поле g1 | черен цар на бяло поле g8 · черна пешка на черно поле g7 · черна пешка на бяло поле h7 · черен топ на бяло поле c6 · черен офицер на черно поле f6 · черна пешка на бяло поле b5 · черна пешка на бяло поле d5 · бяла пешка на черно поле c3 · бял офицер на черно поле e3 · бяла пешка на черно поле g3 · бяла пешка на черно поле b2 · бял топ на черно поле f2 · бяла пешка на черно поле h2 · бял цар на черно поле g1 | черен цар на бяло поле g8 · черна пешка на черно поле g7 · черна пешка на бяло поле h7 · черен топ на бяло поле c6 · черен офицер на черно поле f6 · черна пешка на бяло поле b5 · черна пешка на бяло поле d5 · бяла пешка на черно поле c3 · бял офицер на черно поле e3 · бяла пешка на черно поле g3 · бяла пешка на черно поле b2 · бял топ на черно поле f2 · бяла пешка на черно поле h2 · бял цар на черно поле g1 | черен цар на бяло поле g8 · черна пешка на черно поле g7 · черна пешка на бяло поле h7 · черен топ на бяло поле c6 · черен офицер на черно поле f6 · черна пешка на бяло поле b5 · черна пешка на бяло поле d5 · бяла пешка на черно поле c3 · бял офицер на черно поле e3 · бяла пешка на черно поле g3 · бяла пешка на черно поле b2 · бял топ на черно поле f2 · бяла пешка на черно поле h2 · бял цар на черно поле g1 | черен цар на бяло поле g8 · черна пешка на черно поле g7 · черна пешка на бяло поле h7 · черен топ на бяло поле c6 · черен офицер на черно поле f6 · черна пешка на бяло поле b5 · черна пешка на бяло поле d5 · бяла пешка на черно поле c3 · бял офицер на черно поле e3 · бяла пешка на черно поле g3 · бяла пешка на черно поле b2 · бял топ на черно поле f2 · бяла пешка на черно поле h2 · бял цар на черно поле g1 | черен цар на бяло поле g8 · черна пешка на черно поле g7 · черна пешка на бяло поле h7 · черен топ на бяло поле c6 · черен офицер на черно поле f6 · черна пешка на бяло поле b5 · черна пешка на бяло поле d5 · бяла пешка на черно поле c3 · бял офицер на черно поле e3 · бяла пешка на черно поле g3 · бяла пешка на черно поле b2 · бял топ на черно поле f2 · бяла пешка на черно поле h2 · бял цар на черно поле g1 | 3 |
| 2 | черен цар на бяло поле g8 · черна пешка на черно поле g7 · черна пешка на бяло поле h7 · черен топ на бяло поле c6 · черен офицер на черно поле f6 · черна пешка на бяло поле b5 · черна пешка на бяло поле d5 · бяла пешка на черно поле c3 · бял офицер на черно поле e3 · бяла пешка на черно поле g3 · бяла пешка на черно поле b2 · бял топ на черно поле f2 · бяла пешка на черно поле h2 · бял цар на черно поле g1 | черен цар на бяло поле g8 · черна пешка на черно поле g7 · черна пешка на бяло поле h7 · черен топ на бяло поле c6 · черен офицер на черно поле f6 · черна пешка на бяло поле b5 · черна пешка на бяло поле d5 · бяла пешка на черно поле c3 · бял офицер на черно поле e3 · бяла пешка на черно поле g3 · бяла пешка на черно поле b2 · бял топ на черно поле f2 · бяла пешка на черно поле h2 · бял цар на черно поле g1 | черен цар на бяло поле g8 · черна пешка на черно поле g7 · черна пешка на бяло поле h7 · черен топ на бяло поле c6 · черен офицер на черно поле f6 · черна пешка на бяло поле b5 · черна пешка на бяло поле d5 · бяла пешка на черно поле c3 · бял офицер на черно поле e3 · бяла пешка на черно поле g3 · бяла пешка на черно поле b2 · бял топ на черно поле f2 · бяла пешка на черно поле h2 · бял цар на черно поле g1 | черен цар на бяло поле g8 · черна пешка на черно поле g7 · черна пешка на бяло поле h7 · черен топ на бяло поле c6 · черен офицер на черно поле f6 · черна пешка на бяло поле b5 · черна пешка на бяло поле d5 · бяла пешка на черно поле c3 · бял офицер на черно поле e3 · бяла пешка на черно поле g3 · бяла пешка на черно поле b2 · бял топ на черно поле f2 · бяла пешка на черно поле h2 · бял цар на черно поле g1 | черен цар на бяло поле g8 · черна пешка на черно поле g7 · черна пешка на бяло поле h7 · черен топ на бяло поле c6 · черен офицер на черно поле f6 · черна пешка на бяло поле b5 · черна пешка на бяло поле d5 · бяла пешка на черно поле c3 · бял офицер на черно поле e3 · бяла пешка на черно поле g3 · бяла пешка на черно поле b2 · бял топ на черно поле f2 · бяла пешка на черно поле h2 · бял цар на черно поле g1 | черен цар на бяло поле g8 · черна пешка на черно поле g7 · черна пешка на бяло поле h7 · черен топ на бяло поле c6 · черен офицер на черно поле f6 · черна пешка на бяло поле b5 · черна пешка на бяло поле d5 · бяла пешка на черно поле c3 · бял офицер на черно поле e3 · бяла пешка на черно поле g3 · бяла пешка на черно поле b2 · бял топ на черно поле f2 · бяла пешка на черно поле h2 · бял цар на черно поле g1 | черен цар на бяло поле g8 · черна пешка на черно поле g7 · черна пешка на бяло поле h7 · черен топ на бяло поле c6 · черен офицер на черно поле f6 · черна пешка на бяло поле b5 · черна пешка на бяло поле d5 · бяла пешка на черно поле c3 · бял офицер на черно поле e3 · бяла пешка на черно поле g3 · бяла пешка на черно поле b2 · бял топ на черно поле f2 · бяла пешка на черно поле h2 · бял цар на черно поле g1 | черен цар на бяло поле g8 · черна пешка на черно поле g7 · черна пешка на бяло поле h7 · черен топ на бяло поле c6 · черен офицер на черно поле f6 · черна пешка на бяло поле b5 · черна пешка на бяло поле d5 · бяла пешка на черно поле c3 · бял офицер на черно поле e3 · бяла пешка на черно поле g3 · бяла пешка на черно поле b2 · бял топ на черно поле f2 · бяла пешка на черно поле h2 · бял цар на черно поле g1 | 2 |
| 1 | черен цар на бяло поле g8 · черна пешка на черно поле g7 · черна пешка на бяло поле h7 · черен топ на бяло поле c6 · черен офицер на черно поле f6 · черна пешка на бяло поле b5 · черна пешка на бяло поле d5 · бяла пешка на черно поле c3 · бял офицер на черно поле e3 · бяла пешка на черно поле g3 · бяла пешка на черно поле b2 · бял топ на черно поле f2 · бяла пешка на черно поле h2 · бял цар на черно поле g1 | черен цар на бяло поле g8 · черна пешка на черно поле g7 · черна пешка на бяло поле h7 · черен топ на бяло поле c6 · черен офицер на черно поле f6 · черна пешка на бяло поле b5 · черна пешка на бяло поле d5 · бяла пешка на черно поле c3 · бял офицер на черно поле e3 · бяла пешка на черно поле g3 · бяла пешка на черно поле b2 · бял топ на черно поле f2 · бяла пешка на черно поле h2 · бял цар на черно поле g1 | черен цар на бяло поле g8 · черна пешка на черно поле g7 · черна пешка на бяло поле h7 · черен топ на бяло поле c6 · черен офицер на черно поле f6 · черна пешка на бяло поле b5 · черна пешка на бяло поле d5 · бяла пешка на черно поле c3 · бял офицер на черно поле e3 · бяла пешка на черно поле g3 · бяла пешка на черно поле b2 · бял топ на черно поле f2 · бяла пешка на черно поле h2 · бял цар на черно поле g1 | черен цар на бяло поле g8 · черна пешка на черно поле g7 · черна пешка на бяло поле h7 · черен топ на бяло поле c6 · черен офицер на черно поле f6 · черна пешка на бяло поле b5 · черна пешка на бяло поле d5 · бяла пешка на черно поле c3 · бял офицер на черно поле e3 · бяла пешка на черно поле g3 · бяла пешка на черно поле b2 · бял топ на черно поле f2 · бяла пешка на черно поле h2 · бял цар на черно поле g1 | черен цар на бяло поле g8 · черна пешка на черно поле g7 · черна пешка на бяло поле h7 · черен топ на бяло поле c6 · черен офицер на черно поле f6 · черна пешка на бяло поле b5 · черна пешка на бяло поле d5 · бяла пешка на черно поле c3 · бял офицер на черно поле e3 · бяла пешка на черно поле g3 · бяла пешка на черно поле b2 · бял топ на черно поле f2 · бяла пешка на черно поле h2 · бял цар на черно поле g1 | черен цар на бяло поле g8 · черна пешка на черно поле g7 · черна пешка на бяло поле h7 · черен топ на бяло поле c6 · черен офицер на черно поле f6 · черна пешка на бяло поле b5 · черна пешка на бяло поле d5 · бяла пешка на черно поле c3 · бял офицер на черно поле e3 · бяла пешка на черно поле g3 · бяла пешка на черно поле b2 · бял топ на черно поле f2 · бяла пешка на черно поле h2 · бял цар на черно поле g1 | черен цар на бяло поле g8 · черна пешка на черно поле g7 · черна пешка на бяло поле h7 · черен топ на бяло поле c6 · черен офицер на черно поле f6 · черна пешка на бяло поле b5 · черна пешка на бяло поле d5 · бяла пешка на черно поле c3 · бял офицер на черно поле e3 · бяла пешка на черно поле g3 · бяла пешка на черно поле b2 · бял топ на черно поле f2 · бяла пешка на черно поле h2 · бял цар на черно поле g1 | черен цар на бяло поле g8 · черна пешка на черно поле g7 · черна пешка на бяло поле h7 · черен топ на бяло поле c6 · черен офицер на черно поле f6 · черна пешка на бяло поле b5 · черна пешка на бяло поле d5 · бяла пешка на черно поле c3 · бял офицер на черно поле e3 · бяла пешка на черно поле g3 · бяла пешка на черно поле b2 · бял топ на черно поле f2 · бяла пешка на черно поле h2 · бял цар на черно поле g1 | 1 |
|   | a | b | c | d | e | f | g | h |   |

3. Георги Трингов – Марк Тайманов 1 – 0
Врънячка баня, 1977. Сицилианска защита

1. e4 c5 2. Кf3 e6 3. c3 Кf6 4. e5 Кd5 5. d4 c:d4 6. c:d4 d6 7. a3 Оe7 8. Оd3 O-O 9. O-O Кd7 10. Тe1 d:e5 11. d:e5 Кc5 12. Оc2 a5 13. Дd4 Оd7 14. Кbd2 Оc6 15. Дg4 Тc8 16. Кe4 Кe4 17. Оe4 Цh8 18. Дh3 g6 19. Оh6 Тe8 20. Тad1 Тc7 21. Дg3 Тd7 22. Кg5 Оf8 23. Дh4 f5 24. e:f6 Д:f6 25. Оf8 Тf8 26. Оd5 e:d5 27. Дd4 Дd4 28. Тd4 Оb5 29. Кf3 Тfd8 30. h4 Тc7 31. Тd2 Оc4 32. Кd4 a4 33. Тe5 Цg8 34. Цh2 Тd6 35. Цg3 Цf7 36. Цf4 Тb6 37. g4 Оa2 38. h5 Тf6 39. Цg3 Тe7 40. h:g6 h:g6 41. Тe7 Цe7 42. Цh4 Тb6 43. Цg5 Цf7 44. f4 Цg7 45. Тh2 Оb1 46. f5 g:f5 47. g:f5 Оe4 48. Цf4 Цg8 49. Цe5 Цf7 50. Кe6 Оb1 51. Тf2 d4 52. Кd4 Тa6 53. Тf1 Тa5 54. Тf4 Тd5 55. Цe3 Тe5 56. Цd2 Оa2 57. Тh1 Цg7 58. Тc1 Цf6 59. Тc7 Оd5 60. Тd7 Оg2 61. Тd6 Цf7 62. Тb6 Тc5 63. Тb4 Тa5 64. Цe3 Тa8 65. Цf4 Тa6 66. Кe6 Цf6 67. Кc5 Тd6 68. Кe4 Оe4 69. Цe4 Тd7 70. Тb6 Цf7 71. Цe5 Цf8 72. Тb4 Тe7 73. Цd6 Цf7 74. Тa4 Цf6 75. Тb4 Тh7 76. Тb5 (диаграма 3). Черните се предават.
4. Георги Трингов – Лев Полугаевски 1/2 – 1/2
Шахматна олимпиада, 1980. Сицилианска защита

1. e4 c5 2. Кf3 e6 3. d4 c:d4 4. К:d4 Кc6 5. Кc3 d6 6. g3 Кf6 7. Оg2 Оd7 8. Кb3 a6 9. a4 Оe7 10. O-O O-O 11. f4 b5 12. a:b5 Дb6 13. Тf2 a:b5 14. Тa8 Тa8 15. e5 Кe8 16. Дf3 Тd8 17. Оe3 Дb8 18. Кd4 Тc8 19. Кe4 d:e5 20. Кc6 Оc6 21. f:e5 f5 22. e:f6 К:f6 23. К:f6 О:f6 24. Дg4 Дe5 25. Оc6 Тc6 26. Дf3 Дd5 27. Д:d5 e:d5 28. c3 (диаграма 4). Реми.